# 大分放送
株式会社大分放送（おおいたほうそう、英: Oita Broadcasting System, Inc. 略称 OBS）は、大分県を放送対象地域とした中波放送（AM放送）事業とテレビジョン放送事業を兼営している特定地上基幹放送事業者である。

## 概要

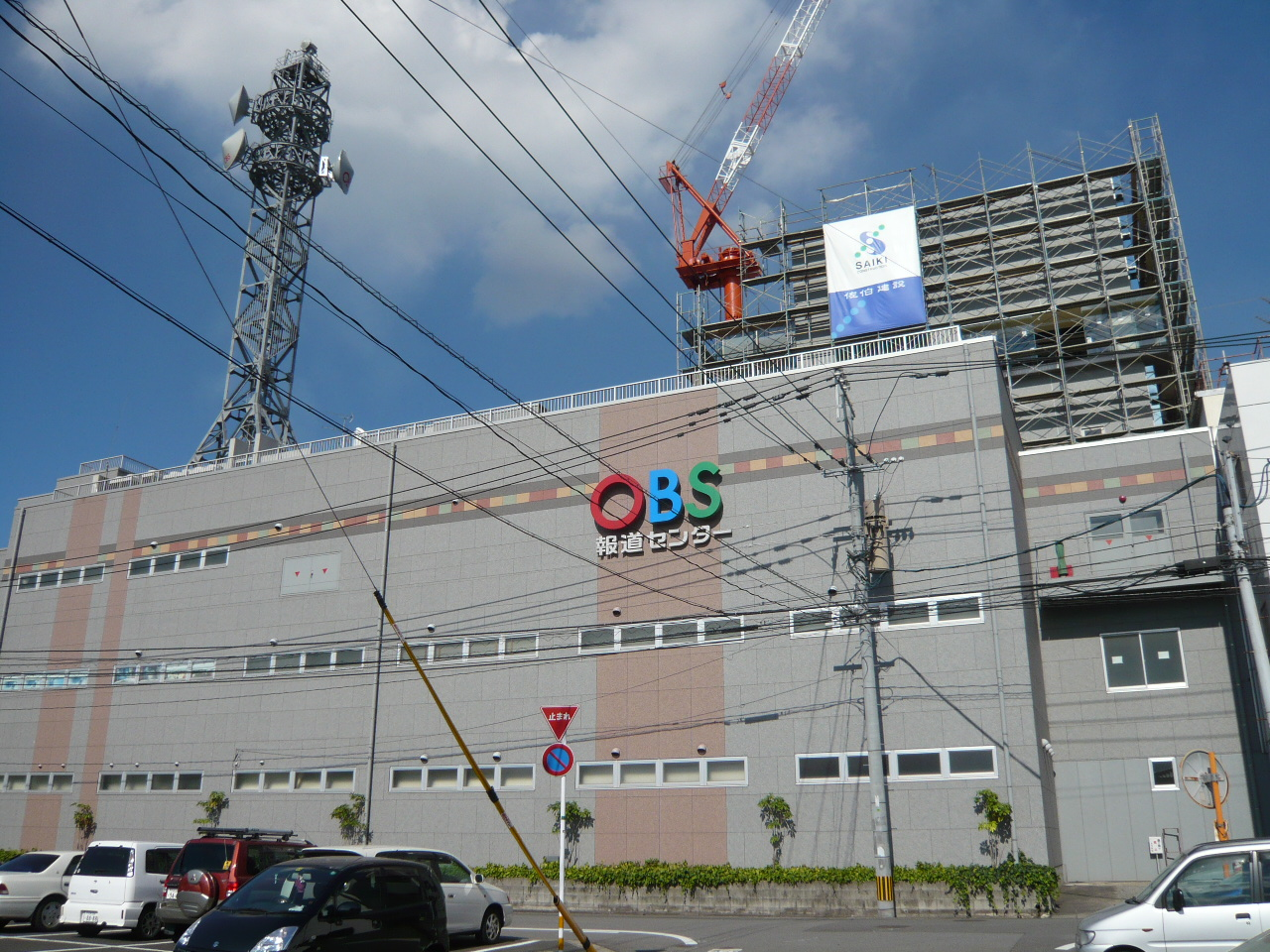
OBS大分放送本社・報道センター棟

ラジオ局のコールサインはJOGF（大分 1098 kHz）。テレビ局のコールサインはJOGF-DTV（大分 22ch）。テレビはTBS系列。ラジオはJRN系列とNRN系列のクロスネット局。毎年2月第1週の恒例の「別府大分毎日マラソン大会」は福岡のRKB毎日放送との共同制作でTBS系列に全国中継している。また毎年秋の「大分国際車いすマラソン」の中継もBS-TBSの共同制作ともに全国中継している。
関係新聞は大分合同新聞だが、朝日新聞とも関係が深く、これは大分朝日放送開局後も変わらない（さらに、大分朝日放送の株主の1つとしても朝日・大分合同の両新聞社が名を連ねている）。テレビでは1960年（昭和35年）より1993年（平成5年）まで朝日新聞ニュース・朝日フラッシュニュースを、ラジオでは1973年（昭和48年）より1991年（平成3年）までOBS朝日新聞ニュースを放送していた。また、代表取締役や役員はTBSテレビの役員出身者が就任する場合が多い。
RKB毎日放送を基幹局とするJNN九州ブロック局（e-JNN）の一つで、「新 窓をあけて九州」や「世界一の九州が始まる!」などを共同制作しているが、毎日放送（MBS）、山陰放送（BSS）、RSK山陽放送（RSK）、中国放送（RCC）、テレビ山口（tys）、あいテレビ（ITV）、テレビ高知（KUTV）の近畿・中国・四国地方の系列局も加わって「西日本8局共同制作番組」を年2回、毎日放送が幹事局となって制作・放映する。
エフエム大分の大株主で、大分放送、AIR-Radio88合同のサテライトスタジオ「スタジオサラン」がパークプレイス大分にある。ここから両放送局共同制作の「もっとあなたと! COLORFUL PALETTE」を放送し、土・日は大分放送担当で放送した。（番組は終了。）
マスコットキャラクターは2010年（平成22年）4月に登場した「まるんちゃん♪」と「もにもにさん」。

### 所在地
本社
大分県大分市今津留三丁目1番1号 〒870-8620
JR大分駅より大分バス鶴崎方面普通便に乗車、大分放送前下車目の前。
東京支社
東京都港区赤坂二丁目5番8号 ヒューリックJP赤坂ビル SPACES赤坂4階
大阪支社
大阪府大阪市西区江戸堀一丁目2番11号 大同生命南館4階
福岡支社
福岡県福岡市中央区大名二丁目4番30号 西鉄赤坂ビル

### 社屋について
現社屋は1990年代後半から段階的に建て替えられたものである。2008年（平成20年）に落成した「新社屋（本館）」、2004年（平成16年）に建てられた「デジタルメディアセンター」、1990年代後半に建てられた「報道センター棟」、そして唯一現地に社屋が移転してから建て替えられていない「スタジオ棟」の4つの建物から構成している。 また新社屋落成に伴って外来者は受付を通らないと社内への立入ができない建物構造になったため、新社屋1階エントランスロビーは一般開放し、映像アーカイブ利用やラジオのメインスタジオである第1スタジオの見学が自由にできるようになった。

## 資本構成
企業・団体の名称、個人の肩書は当時のもの。出典：

### 2021年3月31日
| 資本金      | 授権資本 | 1株   | 発行済株式総数 | 株主数 |
| ----------- | -------- | ----- | -------------- | ------ |
| 2億6000万円 | 5億円    | 500円 | 520,000株      | 129    |

| 株主                 | 株式数   | 比率   |
| -------------------- | -------- | ------ |
| 大分県               | 64,000株 | 12.30% |
| 大分合同新聞社       | 50,600株 | 09.73% |
| 大分放送文化振興財団 | 49,000株 | 09.42% |
| 大分銀行             | 26,000株 | 05.00% |
| トキハ               | 24,000株 | 04.61% |
| 豊和銀行             | 18,000株 | 03.46% |
| 首藤伊佐樹           | 16,000株 | 03.08% |
| 大塚貞計             | 13,000株 | 02.50% |
| 猪俣知三             | 13,000株 | 02.50% |

## 沿革
- 1953年（昭和28年）

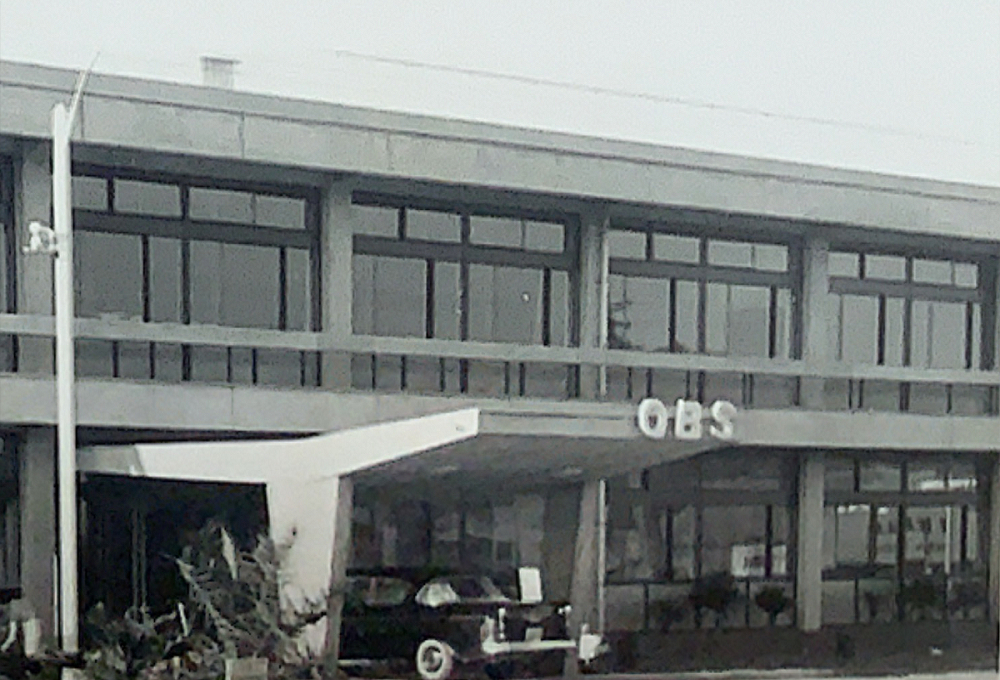
本社入口（1960年頃）

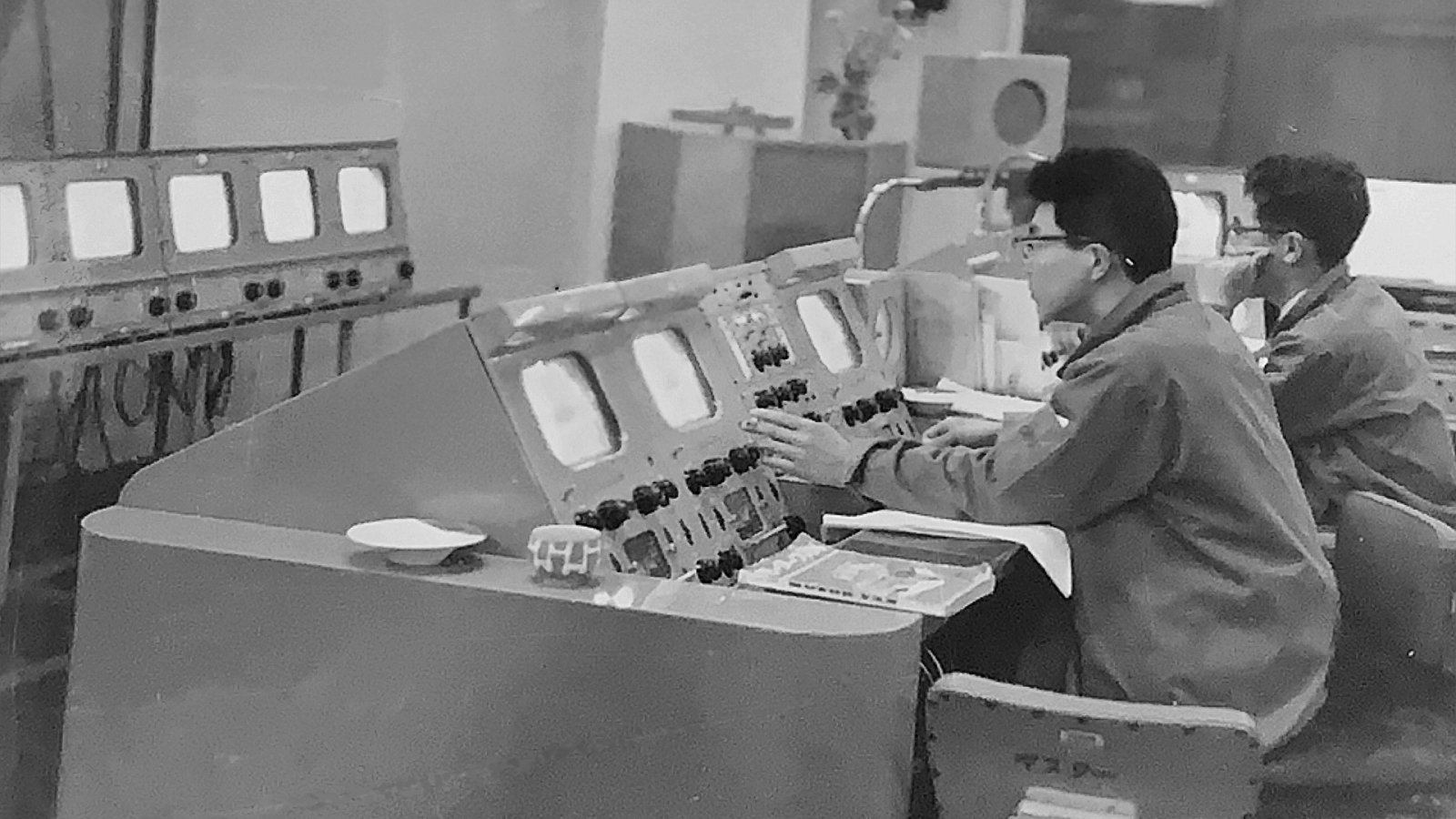
マスター室（1960年代）

  - 2月26日 - 株式会社ラジオ大分創立事務所を大分市荷揚町2番地に設置。同日、免許申請[9]。
  - 7月20日 - 株式会社ラジオ大分設立。
  - 8月14日 - ラジオ予備免許（JOGF、600kc、1 kW）。
  - 9月20日 - 仮スタジオから、試験電波発射[9]。
  - 9月28日 - 本免許[9]。
  - 10月1日 - 全国21番目（ラジオ香川、ラジオ山陽、ラジオ南海、ラジオ熊本と同日）にラジオ大分として、午前5時30分[9] から放送開始[10]。
- 1955年（昭和30年）2月13日 - 第4回別府大分毎日マラソンをラジオ九州と共同制作で実況中継（恒例化）。
- 1956年（昭和31年）2月29日 - テレビ本免許申請[9]。
- 1957年（昭和32年）10月22日 - テレビ予備免許（JOGF-TV、5ch、映像3kW・音声0.75 kW）。
- 1959年（昭和34年）
  - 9月10日 - テレビ放送、テストパターン（試験放送）発射[9]。
  - 9月18日 - サービス放送開始[9]。
  - 10月1日 - 午前11時54分[11]、テレビ放送開始[12]。
- 1961年（昭和36年）4月1日 - 株式会社大分放送に社名変更。
- 1963年（昭和38年）10月1日 - 玖珠中継局開局（全国民放テレビで初めてのUHF中継局）。
- 1966年（昭和41年）10月1日 - テレビカラー放送開始。
- 1978年（昭和53年）11月23日 - 全国中波周波数一斉変更により現行周波数へ。
- 1989年（平成元年）7月15日 - テレビ、音声多重放送開始。(東九州の民放では初めて)
- 2004年（平成16年）8月 - デジタルメディアセンター完成[4]。
- 2006年（平成18年）
  - 6月1日 - テレビ放送、主調整室（マスター）設備を地上デジタル放送対応のマスターへ更新（NEC製）。
  - 7月3日 - 地上デジタルテレビジョン放送試験電波送信開始。
  - 7月18日 - 地上デジタルテレビジョン放送 HD映像・音声による試験電波送信開始（十文字原・県内初）。
  - 11月1日 - 地上デジタルテレビジョン放送 サイマル放送開始（県内の局も同日開始）。
  - 12月1日 - 地上デジタルテレビジョン放送 本放送開始（JOGF-DTV、物理チャンネル22ch、リモコンキーID3、1 kW）。
- 2007年（平成19年）
  - 12月3日 - CIを導入しロゴマークを変更。
  - 12月3日 - 新社屋（本館）に完成したラジオスタジオ稼動開始によって、設備の一部運用を開始。
- 2008年（平成20年）3月31日 - 新社屋（本館）が本格稼働。
- 2011年（平成23年）7月24日 午後11時 - 地上アナログ放送停波。
- 2012年（平成24年）4月2日 - インターネットIPサイマルラジオ「radiko」に参加。12時よりエフエム大分、radikoの配信対象地域を日本全国に変更したラジオNIKKEI、放送大学とともに大分県内エリアの実用化試験配信を開始。
- 2013年（平成25年）10月1日 - 開局60周年。
- 2015年（平成27年）12月10日 - 大分市内にFM補完中継局を整備するため、総務省から4千1万7千円の補助金の交付決定がされる[13]。
- 2016年（平成28年）
  - 3月30日 - FM補完中継局の予備免許が交付される[14]。
  - 6月23日 - FM補完放送（ワイドFM）本放送開始[15]。
- 2023年（令和5年）10月1日 - 開局70周年。
- 2024年（令和6年）11月 - 終夜放送開始（アニメーションによるフィラー映像）。

## ロゴ
2007年（平成19年）12月よりロゴを変更した。現行ロゴで3代目となる。
- このロゴは基本的に番組やサイトでの対外的の表示で使用していて、新社屋やロゴ変更後に開局したデジタル中継局、平日夕方に放送していた「総力報道!OBS THE NEWS」などでは社章であるローマン体のロゴを使用している。文字色は基本的に赤色を使用。
- 2010年（平成22年）4月1日から、マスコットキャラクター制定に伴い、ロゴの色を青系に赤のワンポイントを基調とした配色から、デザインはそのままでピンクを基調とした配色に変更した。この変更は、放送での字幕をはじめ公式サイト・地上デジタルテレビ放送のEPGのチャンネルロゴ・ラジオカー「トピッカー」の車体デザインなど徹底して行われている[注 5]。
  - 2代目ロゴを使用しているOBS大分放送報道センター、関連会社のOBSメディア21とOBS車ランド、放送機器など大半のロゴ表示は変更していない。十文字原のOBSデジタル親局（NHK大分放送局の施設に相乗り）も2代目ロゴを使用している。
  - 初代ロゴは十文字原のアナログ親局やOBS杵築ラジオ放送所、テレビのAスタジオの壁面など1980年代末までに置局した送信所や設置した看板、自社制作番組などで時折着用する局オリジナルの法被などに現在でも使用している。
  - 「大分放送」ロゴも同時に変更し、一般的なゴシック体に近いロゴになった。（現行は3代目）
  - 3代目のロゴ制定時に株式会社大分放送の社章がロゴマークとは別に制定され、キー局のTBSテレビが1994年（平成6年）1月から2020年（令和2年）3月にかけて採用していたローマン系書体[注 6] で「OBS」と表記しており、新社章制定後に竣工した本社ビルや送信所等には、壁面にはこの社章が表記している場合が多い。
    - 大分県の他局の民放と異なり、「大分放送」とはあまり表示せず略称である「OBS」を多用する。

## ラジオ

### 送信所・中継局
中津・日田・佐伯各中継局のコールサインは2003年11月1日の免許更新をもって廃止した。

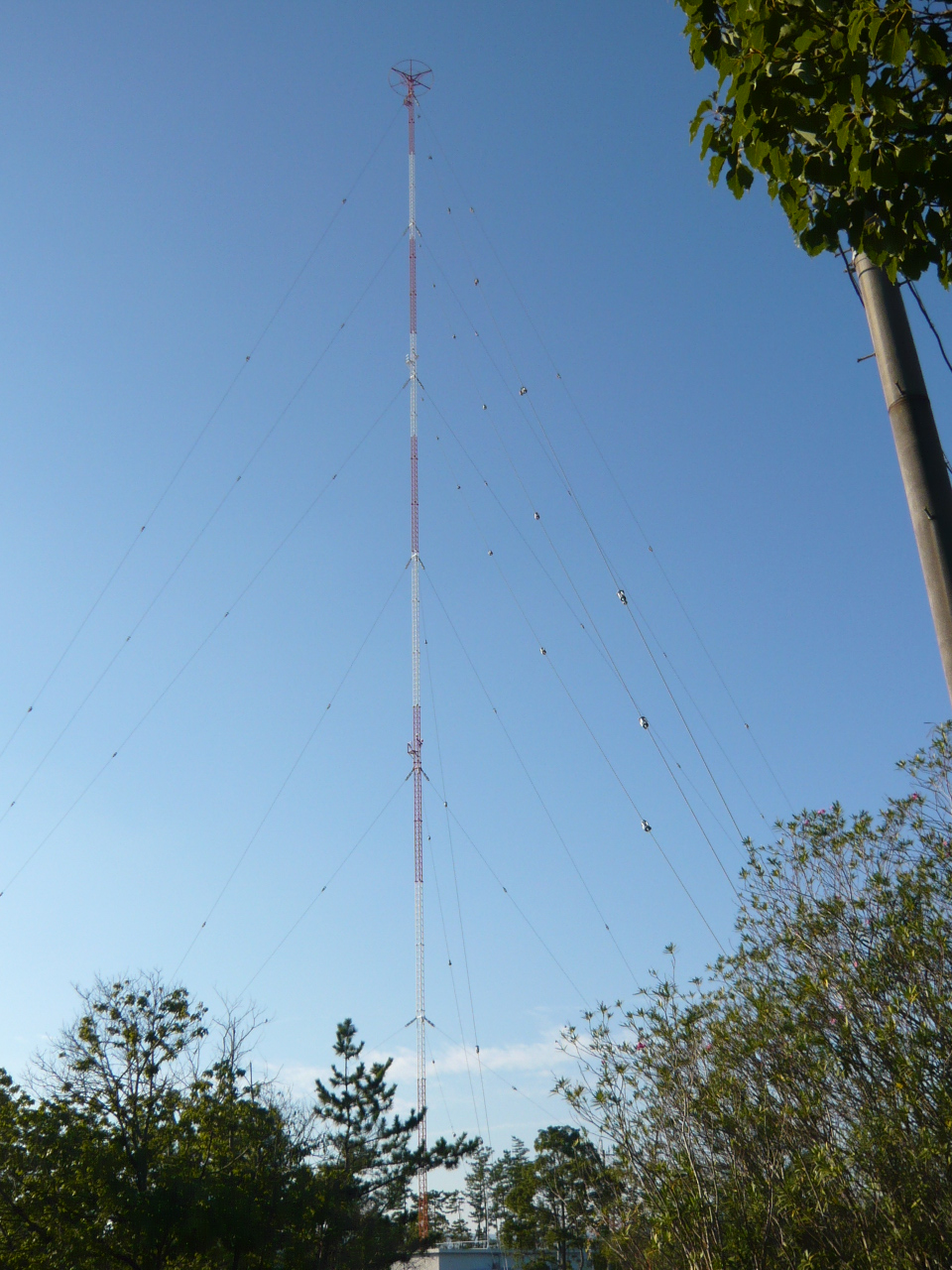
OBS杵築ラジオ放送所

| AM放送                   | AM放送       | AM放送   | AM放送     | AM放送                                    | AM放送 |
| 親局                     | コールサイン | 周波数   | 空中線電力 | 所在地                                    | 備考   |
| ------------------------ | ------------ | -------- | ---------- | ----------------------------------------- | ------ |
| 大分                     | JOGF         | 1098 kHz | 5 kW       | 杵築市大字守江字町中116番地-4             |        |
| 中継局                   | コールサイン | 周波数   | 空中線電力 | 所在地                                    | 備考   |
| 中津                     | JOGL（廃止） | 1557 kHz | 100W       | 中津市下池永錆矢堂714-1 （OBS北部支社内） |        |
| 日田                     | JOGN（廃止） | 1557 kHz | 100W       | 日田市大字友田字上原1269-1                |        |
| 佐伯                     | JOGS（廃止） | 1269 kHz | 100W       | 佐伯市野岡町2丁目15番地35号               |        |
| 湯布院                   |              | 1098 kHz | 100W       | 由布市湯布院町川北字高原899-70番地        |        |
| 竹田                     |              | 1557 kHz | 100W       | 竹田市大字会々字上鹿口3216                |        |
| FM放送                   |              |          |            |                                           |        |
| 中継局                   | コールサイン | 周波数   | 空中線電力 | 所在地                                    | 備考   |
| OBS大分FM 補完中継局     |              | 93.3 MHz | 1 kW       | 大分市下戸次 横江山（旧大分東中継局）     |        |
| OBS十文字原FM 補完中継局 |              | 93.3 MHz | 100W       | 別府市                                    |        |

### 現在放送中の番組
2025年4月時点。5時基点の24時間放送。日曜日は月曜日0時30分終了で4時まで休止。但し、集中豪雨、台風、大雪、地震などを伴う災害がある場合には、休止時にフィラー音楽が放送される場合もある。
詳細は、公式サイト を参照。
自社制作番組は太字。

#### 平日
| 時 |    | 月曜日 | 火曜日 | 水曜日 | 木曜日 | 金曜日 |
| -- | -- | --- | --- | --- | --- | --- |
| 5  | 00 | 5:00 昭和歌謡セレクション | 5:00 昭和歌謡セレクション | 5:00 昭和歌謡セレクション | 5:00 昭和歌謡セレクション | 5:00 昭和歌謡セレクション |
| 5  | 10 | 5:10 ラジオショッピング枠 | 5:10 ラジオショッピング枠 | 5:10 ラジオショッピング枠 | 5:10 ラジオショッピング枠 | 5:10 ラジオショッピング枠 |
| 5  | 25 | 5:25 心のともしび（KBS京都） | 5:25 心のともしび（KBS京都） | 5:25 心のともしび（KBS京都） | 5:25 心のともしび（KBS京都） | 5:25 心のともしび（KBS京都） |
| 5  | 30 | 5:30 Brand-New Morning（TBSラジオ） | 5:30 Brand-New Morning（TBSラジオ） | 5:30 Brand-New Morning（TBSラジオ） | 5:30 Brand-New Morning（TBSラジオ） | 5:30 Brand-New Morning（TBSラジオ） |
| 6  | 00 | 5:30 Brand-New Morning（TBSラジオ） | 5:30 Brand-New Morning（TBSラジオ） | 5:30 Brand-New Morning（TBSラジオ） | 5:30 Brand-New Morning（TBSラジオ） | 5:30 Brand-New Morning（TBSラジオ） |
| 6  | 30 | 6:30 ラジオショッピング | 6:30 ラジオショッピング | 6:30 ラジオショッピング | 6:30 ラジオショッピング | 6:30 長谷川玲奈のレナのツボ |
| 6  | 45 | 6:45 ミュージックセレクション | 6:45 ミュージックセレクション | 6:45 ミュージックセレクション | 6:45 ミュージックセレクション | 6:45 ミュージックセレクション |
| 6  | 50 | 6:50 パックンマックンのワールドで行こう!（かしわプロダクション） | 6:50 あばれる君のイグニッションラジオタイム（かしわプロダクション） | 6:50 岡村孝子 あの頃ミュージック（かしわプロダクション） | 6:50 ものまね SHOW TIME（かしわプロダクション） | 6:50 アナログタロウ 痛快!アナログヒッパレ～♪（かしわプロダクション） |
| 7  | 00 | 7:00 モーニング・エナジー ▽7:10 お早う!ニュースネットワーク（ニッポン放送） ▽7:30 武田鉄矢・今朝の三枚おろし（文化放送） ▽7:40 情報宝島 ▽8:00 話題のアンテナ 日本全国8時です（TBSラジオ） ▽8:50 羽田美智子のいってらっしゃい（ニッポン放送） | 7:00 モーニング・エナジー ▽7:10 お早う!ニュースネットワーク（ニッポン放送） ▽7:30 武田鉄矢・今朝の三枚おろし（文化放送） ▽7:40 情報宝島 ▽8:00 話題のアンテナ 日本全国8時です（TBSラジオ） ▽8:50 羽田美智子のいってらっしゃい（ニッポン放送） | 7:00 モーニング・エナジー ▽7:10 お早う!ニュースネットワーク（ニッポン放送） ▽7:30 武田鉄矢・今朝の三枚おろし（文化放送） ▽7:40 情報宝島 ▽8:00 話題のアンテナ 日本全国8時です（TBSラジオ） ▽8:50 羽田美智子のいってらっしゃい（ニッポン放送） | 7:00 モーニング・エナジー ▽7:10 お早う!ニュースネットワーク（ニッポン放送） ▽7:30 武田鉄矢・今朝の三枚おろし（文化放送） ▽7:40 情報宝島 ▽8:00 話題のアンテナ 日本全国8時です（TBSラジオ） ▽8:50 羽田美智子のいってらっしゃい（ニッポン放送） | 7:00 モーニング・エナジー ▽7:10 お早う!ニュースネットワーク（ニッポン放送） ▽7:30 武田鉄矢・今朝の三枚おろし（文化放送） ▽7:40 情報宝島 ▽8:00 話題のアンテナ 日本全国8時です（TBSラジオ） ▽8:50 羽田美智子のいってらっしゃい（ニッポン放送） |
| 8  | 00 | 7:00 モーニング・エナジー ▽7:10 お早う!ニュースネットワーク（ニッポン放送） ▽7:30 武田鉄矢・今朝の三枚おろし（文化放送） ▽7:40 情報宝島 ▽8:00 話題のアンテナ 日本全国8時です（TBSラジオ） ▽8:50 羽田美智子のいってらっしゃい（ニッポン放送） | 7:00 モーニング・エナジー ▽7:10 お早う!ニュースネットワーク（ニッポン放送） ▽7:30 武田鉄矢・今朝の三枚おろし（文化放送） ▽7:40 情報宝島 ▽8:00 話題のアンテナ 日本全国8時です（TBSラジオ） ▽8:50 羽田美智子のいってらっしゃい（ニッポン放送） | 7:00 モーニング・エナジー ▽7:10 お早う!ニュースネットワーク（ニッポン放送） ▽7:30 武田鉄矢・今朝の三枚おろし（文化放送） ▽7:40 情報宝島 ▽8:00 話題のアンテナ 日本全国8時です（TBSラジオ） ▽8:50 羽田美智子のいってらっしゃい（ニッポン放送） | 7:00 モーニング・エナジー ▽7:10 お早う!ニュースネットワーク（ニッポン放送） ▽7:30 武田鉄矢・今朝の三枚おろし（文化放送） ▽7:40 情報宝島 ▽8:00 話題のアンテナ 日本全国8時です（TBSラジオ） ▽8:50 羽田美智子のいってらっしゃい（ニッポン放送） | 7:00 モーニング・エナジー ▽7:10 お早う!ニュースネットワーク（ニッポン放送） ▽7:30 武田鉄矢・今朝の三枚おろし（文化放送） ▽7:40 情報宝島 ▽8:00 話題のアンテナ 日本全国8時です（TBSラジオ） ▽8:50 羽田美智子のいってらっしゃい（ニッポン放送） |
| 9  | 00 | 7:00 モーニング・エナジー ▽7:10 お早う!ニュースネットワーク（ニッポン放送） ▽7:30 武田鉄矢・今朝の三枚おろし（文化放送） ▽7:40 情報宝島 ▽8:00 話題のアンテナ 日本全国8時です（TBSラジオ） ▽8:50 羽田美智子のいってらっしゃい（ニッポン放送） | 7:00 モーニング・エナジー ▽7:10 お早う!ニュースネットワーク（ニッポン放送） ▽7:30 武田鉄矢・今朝の三枚おろし（文化放送） ▽7:40 情報宝島 ▽8:00 話題のアンテナ 日本全国8時です（TBSラジオ） ▽8:50 羽田美智子のいってらっしゃい（ニッポン放送） | 7:00 モーニング・エナジー ▽7:10 お早う!ニュースネットワーク（ニッポン放送） ▽7:30 武田鉄矢・今朝の三枚おろし（文化放送） ▽7:40 情報宝島 ▽8:00 話題のアンテナ 日本全国8時です（TBSラジオ） ▽8:50 羽田美智子のいってらっしゃい（ニッポン放送） | 7:00 モーニング・エナジー ▽7:10 お早う!ニュースネットワーク（ニッポン放送） ▽7:30 武田鉄矢・今朝の三枚おろし（文化放送） ▽7:40 情報宝島 ▽8:00 話題のアンテナ 日本全国8時です（TBSラジオ） ▽8:50 羽田美智子のいってらっしゃい（ニッポン放送） | 7:00 モーニング・エナジー ▽7:10 お早う!ニュースネットワーク（ニッポン放送） ▽7:30 武田鉄矢・今朝の三枚おろし（文化放送） ▽7:40 情報宝島 ▽8:00 話題のアンテナ 日本全国8時です（TBSラジオ） ▽8:50 羽田美智子のいってらっしゃい（ニッポン放送） |
| 10 | 00 | 10:00 風は虹色 ▽10:35 （金）矢野大和の宮司と“対話”「日本のこころ」 ▽11:45（月） 北斗建装 Presents住まいのお悩み相談室 | 10:00 風は虹色 ▽10:35 （金）矢野大和の宮司と“対話”「日本のこころ」 ▽11:45（月） 北斗建装 Presents住まいのお悩み相談室 | 10:00 風は虹色 ▽10:35 （金）矢野大和の宮司と“対話”「日本のこころ」 ▽11:45（月） 北斗建装 Presents住まいのお悩み相談室 | 10:00 風は虹色 ▽10:35 （金）矢野大和の宮司と“対話”「日本のこころ」 ▽11:45（月） 北斗建装 Presents住まいのお悩み相談室 | 10:00 風は虹色 ▽10:35 （金）矢野大和の宮司と“対話”「日本のこころ」 ▽11:45（月） 北斗建装 Presents住まいのお悩み相談室 |
| 11 | 00 | 10:00 風は虹色 ▽10:35 （金）矢野大和の宮司と“対話”「日本のこころ」 ▽11:45（月） 北斗建装 Presents住まいのお悩み相談室 | 10:00 風は虹色 ▽10:35 （金）矢野大和の宮司と“対話”「日本のこころ」 ▽11:45（月） 北斗建装 Presents住まいのお悩み相談室 | 10:00 風は虹色 ▽10:35 （金）矢野大和の宮司と“対話”「日本のこころ」 ▽11:45（月） 北斗建装 Presents住まいのお悩み相談室 | 10:00 風は虹色 ▽10:35 （金）矢野大和の宮司と“対話”「日本のこころ」 ▽11:45（月） 北斗建装 Presents住まいのお悩み相談室 | 10:00 風は虹色 ▽10:35 （金）矢野大和の宮司と“対話”「日本のこころ」 ▽11:45（月） 北斗建装 Presents住まいのお悩み相談室 |
| 12 | 00 | 10:00 風は虹色 ▽10:35 （金）矢野大和の宮司と“対話”「日本のこころ」 ▽11:45（月） 北斗建装 Presents住まいのお悩み相談室 | 10:00 風は虹色 ▽10:35 （金）矢野大和の宮司と“対話”「日本のこころ」 ▽11:45（月） 北斗建装 Presents住まいのお悩み相談室 | 10:00 風は虹色 ▽10:35 （金）矢野大和の宮司と“対話”「日本のこころ」 ▽11:45（月） 北斗建装 Presents住まいのお悩み相談室 | 10:00 風は虹色 ▽10:35 （金）矢野大和の宮司と“対話”「日本のこころ」 ▽11:45（月） 北斗建装 Presents住まいのお悩み相談室 | 10:00 風は虹色 ▽10:35 （金）矢野大和の宮司と“対話”「日本のこころ」 ▽11:45（月） 北斗建装 Presents住まいのお悩み相談室 |
| 12 | 40 | 12:40 私の作文 | 12:40 私の作文 | 12:40 私の作文 | 12:40 私の作文 | 12:40 私の作文 |
| 12 | 50 | 12:50 えんぴつの詩 | 12:50 えんぴつの詩 | 12:50 えんぴつの詩 | 12:50 えんぴつの詩 | 12:50 えんぴつの詩 |
| 12 | 55 | 12:55 ラジオショッピング | 12:55 ラジオショッピング | 12:55 ラジオショッピング | 12:55 ラジオショッピング | 12:55 ラジオショッピング |
| 13 | 00 | 13:00 情熱ライブ!Voice ▽14:40（水）大分・岩手ホットライン（IBC岩手放送と共同制作） | 13:00 情熱ライブ!Voice ▽14:40（水）大分・岩手ホットライン（IBC岩手放送と共同制作） | 13:00 情熱ライブ!Voice ▽14:40（水）大分・岩手ホットライン（IBC岩手放送と共同制作） | 13:00 情熱ライブ!Voice ▽14:40（水）大分・岩手ホットライン（IBC岩手放送と共同制作） | 13:00 えとう窓口のエンジン全開! ▽14:20 朗読のヒロバ（TBSラジオ） |
| 14 | 00 | 13:00 情熱ライブ!Voice ▽14:40（水）大分・岩手ホットライン（IBC岩手放送と共同制作） | 13:00 情熱ライブ!Voice ▽14:40（水）大分・岩手ホットライン（IBC岩手放送と共同制作） | 13:00 情熱ライブ!Voice ▽14:40（水）大分・岩手ホットライン（IBC岩手放送と共同制作） | 13:00 情熱ライブ!Voice ▽14:40（水）大分・岩手ホットライン（IBC岩手放送と共同制作） | 13:00 えとう窓口のエンジン全開! ▽14:20 朗読のヒロバ（TBSラジオ） |
| 15 | 00 | 13:00 情熱ライブ!Voice ▽14:40（水）大分・岩手ホットライン（IBC岩手放送と共同制作） | 13:00 情熱ライブ!Voice ▽14:40（水）大分・岩手ホットライン（IBC岩手放送と共同制作） | 13:00 情熱ライブ!Voice ▽14:40（水）大分・岩手ホットライン（IBC岩手放送と共同制作） | 13:00 情熱ライブ!Voice ▽14:40（水）大分・岩手ホットライン（IBC岩手放送と共同制作） | 13:00 えとう窓口のエンジン全開! ▽14:20 朗読のヒロバ（TBSラジオ） |
| 16 | 00 | 13:00 情熱ライブ!Voice ▽14:40（水）大分・岩手ホットライン（IBC岩手放送と共同制作） | 13:00 情熱ライブ!Voice ▽14:40（水）大分・岩手ホットライン（IBC岩手放送と共同制作） | 13:00 情熱ライブ!Voice ▽14:40（水）大分・岩手ホットライン（IBC岩手放送と共同制作） | 13:00 情熱ライブ!Voice ▽14:40（水）大分・岩手ホットライン（IBC岩手放送と共同制作） | 13:00 えとう窓口のエンジン全開! ▽14:20 朗読のヒロバ（TBSラジオ） |
| 16 | 15 | 16:15 あなたにハッピー・メロディ（ニッポン放送） | 16:15 あなたにハッピー・メロディ（ニッポン放送） | 16:15 あなたにハッピー・メロディ（ニッポン放送） | 16:15 あなたにハッピー・メロディ（ニッポン放送） | 16:15 あなたにハッピー・メロディ（ニッポン放送） |
| 16 | 25 | 16:25 Buy Now | 16:25 Buy Now | 16:25 ピックアップラジオショッピング | 16:25 ピックアップラジオショッピング | 16:25 ラジオショッピング |
| 16 | 30 | 16:25 Buy Now | 16:25 Buy Now | 16:25 ピックアップラジオショッピング | 16:25 ピックアップラジオショッピング | 16:30 フライトPark〜出発時刻は夕方4時30分! ▽17:00 ニュース・パレード（文化放送） ▽17:15 身近なことからSDGs ▽17:30 ネットワークトゥデイ（TBSラジオ） ▽18:05 OBSラジオ・ザ・ニュース                                                           |
| 16 | 40 | 16:40 テレフォン人生相談（ニッポン放送） | 16:40 テレフォン人生相談（ニッポン放送） | 16:40 テレフォン人生相談（ニッポン放送） | 16:40 テレフォン人生相談（ニッポン放送） | 16:30 フライトPark〜出発時刻は夕方4時30分! ▽17:00 ニュース・パレード（文化放送） ▽17:15 身近なことからSDGs ▽17:30 ネットワークトゥデイ（TBSラジオ） ▽18:05 OBSラジオ・ザ・ニュース                                                           |
| 17 | 00 | 17:00 ニュース・パレード（文化放送） | 17:00 ニュース・パレード（文化放送） | 17:00 ニュース・パレード（文化放送） | 17:00 ニュース・パレード（文化放送） | 16:30 フライトPark〜出発時刻は夕方4時30分! ▽17:00 ニュース・パレード（文化放送） ▽17:15 身近なことからSDGs ▽17:30 ネットワークトゥデイ（TBSラジオ） ▽18:05 OBSラジオ・ザ・ニュース                                                           |
| 17 | 15 | 17:15 身近なことからSDGs | 17:15 身近なことからSDGs | 17:15 身近なことからSDGs | 17:15 身近なことからSDGs | 16:30 フライトPark〜出発時刻は夕方4時30分! ▽17:00 ニュース・パレード（文化放送） ▽17:15 身近なことからSDGs ▽17:30 ネットワークトゥデイ（TBSラジオ） ▽18:05 OBSラジオ・ザ・ニュース                                                           |
| 17 | 21 | 17:21 夕暮れだより | 17:21 夕暮れだより | 17:21 夕暮れだより | 17:21 夕暮れだより | 16:30 フライトPark〜出発時刻は夕方4時30分! ▽17:00 ニュース・パレード（文化放送） ▽17:15 身近なことからSDGs ▽17:30 ネットワークトゥデイ（TBSラジオ） ▽18:05 OBSラジオ・ザ・ニュース                                                           |
| 17 | 25 | 17:25 道路交通情報 | 17:25 道路交通情報 | 17:25 道路交通情報 | 17:25 道路交通情報 | 16:30 フライトPark〜出発時刻は夕方4時30分! ▽17:00 ニュース・パレード（文化放送） ▽17:15 身近なことからSDGs ▽17:30 ネットワークトゥデイ（TBSラジオ） ▽18:05 OBSラジオ・ザ・ニュース                                                           |
| 17 | 30 | 17:30 ネットワークトゥデイ（TBSラジオ） | 17:30 ネットワークトゥデイ（TBSラジオ） | 17:30 ネットワークトゥデイ（TBSラジオ） | 17:30 ネットワークトゥデイ（TBSラジオ） | 16:30 フライトPark〜出発時刻は夕方4時30分! ▽17:00 ニュース・パレード（文化放送） ▽17:15 身近なことからSDGs ▽17:30 ネットワークトゥデイ（TBSラジオ） ▽18:05 OBSラジオ・ザ・ニュース                                                           |
| 17 | 45 | 17:45 OBSラジオ・ザ・ニュース | 17:45 OBSラジオ・ザ・ニュース | 17:45 OBSラジオ・ザ・ニュース | 17:45 OBSラジオ・ザ・ニュース | 16:30 フライトPark〜出発時刻は夕方4時30分! ▽17:00 ニュース・パレード（文化放送） ▽17:15 身近なことからSDGs ▽17:30 ネットワークトゥデイ（TBSラジオ） ▽18:05 OBSラジオ・ザ・ニュース                                                           |
| 18 | 00 | 17:45 OBSラジオ・ザ・ニュース | 17:45 OBSラジオ・ザ・ニュース | 17:45 OBSラジオ・ザ・ニュース | 17:45 OBSラジオ・ザ・ニュース | 16:30 フライトPark〜出発時刻は夕方4時30分! ▽17:00 ニュース・パレード（文化放送） ▽17:15 身近なことからSDGs ▽17:30 ネットワークトゥデイ（TBSラジオ） ▽18:05 OBSラジオ・ザ・ニュース                                                           |
| 18 | 10 | 18:10 OITAよりどり | 18:10 OITAよりどり | 18:10 OITAよりどり | 18:10 OITAよりどり | 16:30 フライトPark〜出発時刻は夕方4時30分! ▽17:00 ニュース・パレード（文化放送） ▽17:15 身近なことからSDGs ▽17:30 ネットワークトゥデイ（TBSラジオ） ▽18:05 OBSラジオ・ザ・ニュース                                                           |
| 18 | 20 | | | | | 18:20 ベストミュージックコレクション・ジャパン（かしわプロダクション） |
| 18 | 29 | | | | 18:29 マークとまほのきょうイチゴルフ | 18:20 ベストミュージックコレクション・ジャパン（かしわプロダクション） |
| 18 | 30 | 18:30 ラジオ劇場 アキラとあきら（九州朝日放送） | 18:30 豊後企画集団presents「フチューですが何か?」 | 18:30 えのちゃんの一刀両断!（第1週・第3週）ドラマってムジカ（かしわプロダクション）（第1週・第3週以外） | 18:29 マークとまほのきょうイチゴルフ | 18:30 AMEMIYAの「とにかく歌います♪」 |
| 18 | 45 | 18:45 令和音抄録!chillvoice | 18:45 OBSゴールデンナイター | 18:45 OBSゴールデンナイター | 18:45 OBSゴールデンナイター | 18:45 OBSゴールデンナイター |
| 19 | 00 | 19:00 森迫麻衣のあにまるちゅ～ん | 18:45 OBSゴールデンナイター | 18:45 OBSゴールデンナイター | 18:45 OBSゴールデンナイター | 18:45 OBSゴールデンナイター |
| 19 | 30 | 19:30 JOY TO THE OITA | 18:45 OBSゴールデンナイター | 18:45 OBSゴールデンナイター | 18:45 OBSゴールデンナイター | 18:45 OBSゴールデンナイター |
| 20 | 00 | 19:30 JOY TO THE OITA | 18:45 OBSゴールデンナイター | 18:45 OBSゴールデンナイター | 18:45 OBSゴールデンナイター | 18:45 OBSゴールデンナイター |
| 20 | 10 | 20:10 ヨル☆STAGE | 18:45 OBSゴールデンナイター | 18:45 OBSゴールデンナイター | 18:45 OBSゴールデンナイター | 18:45 OBSゴールデンナイター |
| 20 | 30 | 20:30 村津孝仁のオルケスタラジオ | 18:45 OBSゴールデンナイター | 18:45 OBSゴールデンナイター | 18:45 OBSゴールデンナイター | 18:45 OBSゴールデンナイター |
| 21 | 00 | 21:00 大野タカシの今夜はラジオで | 21:00 スタンド・バイ・見取り図（TBSラジオ） | 21:00 空気階段の踊り場（TBSラジオ） | 21:00 アルコ&ピース D.C.GARAGE（TBSラジオ） | 21:00 ハライチのターン!（TBSラジオ） |
| 21 | 30 | 21:30 中村慎吾の音楽っていいけん! | 21:00 スタンド・バイ・見取り図（TBSラジオ） | 21:00 空気階段の踊り場（TBSラジオ） | 21:00 アルコ&ピース D.C.GARAGE（TBSラジオ） | 21:00 ハライチのターン!（TBSラジオ） |
| 22 | 00 | 22:00 オールナイトニッポン MUSIC10（ニッポン放送） | 22:00 オールナイトニッポン MUSIC10（ニッポン放送） | 22:00 オールナイトニッポン MUSIC10（ニッポン放送） | 22:00 オールナイトニッポン MUSIC10（ニッポン放送） | 22:00 オールナイトニッポンGOLD（ニッポン放送） |
| 23 | 00 | 22:00 オールナイトニッポン MUSIC10（ニッポン放送） | 22:00 オールナイトニッポン MUSIC10（ニッポン放送） | 22:00 オールナイトニッポン MUSIC10（ニッポン放送） | 22:00 オールナイトニッポン MUSIC10（ニッポン放送） | 22:00 オールナイトニッポンGOLD（ニッポン放送） |
| 0  | 00 | 0:00 レコメン!（文化放送） | 0:00 レコメン!（文化放送） | 0:00 レコメン!（文化放送） | 0:00 レコメン!（文化放送） | 0:00 嵐・相葉雅紀のレコメン!アラシリミックス（文化放送） |
| 1  | 00 | 1:00 オールナイトニッポン（ニッポン放送） | 1:00 オールナイトニッポン（ニッポン放送） | 1:00 オールナイトニッポン（ニッポン放送） | 1:00 オールナイトニッポン（ニッポン放送） | 1:00 オールナイトニッポン（ニッポン放送） |
| 2  | 00 | 山田裕貴のオールナイトニッポン | 星野源のオールナイトニッポン | 乃木坂46のオールナイトニッポン | ナインティナインのオールナイトニッポン | 霜降り明星のオールナイトニッポン |
| 3  | 00 | 3:00 オールナイトニッポン0(ZERO)（ニッポン放送） | 3:00 オールナイトニッポン0(ZERO)（ニッポン放送） | 3:00 オールナイトニッポン0(ZERO)（ニッポン放送） | 3:00 オールナイトニッポン0(ZERO)（ニッポン放送） | 3:00 オールナイトニッポン0(ZERO)（ニッポン放送） |
| 4  | 00 | キタニタツヤのオールナイトニッポン0(ZERO) | あののオールナイトニッポン0(ZERO) | 佐久間宣行のオールナイトニッポン0(ZERO) | マヂカルラブリーのオールナイトニッポン0(ZERO) | 三四郎のオールナイトニッポン0(ZERO) |
| 4  | 30 | 4:30 上柳昌彦 あさぼらけ（ニッポン放送） | 4:30 上柳昌彦 あさぼらけ（ニッポン放送） | 4:30 上柳昌彦 あさぼらけ（ニッポン放送） | 4:30 上柳昌彦 あさぼらけ（ニッポン放送） | 三四郎のオールナイトニッポン0(ZERO) |

#### 週末
| 時 |    | 土曜日                                                                 | 日曜日                                                                             |
| -- | -- | ---------------------------------------------------------------------- | ---------------------------------------------------------------------------------- |
| 5  | 00 | 5:00 フォーク十三夜〜まだまだ青春〜（再放送）                          | 5:00 水森英夫のチップイン歌謡曲（火曜会）                                          |
| 5  | 30 | 5:00 フォーク十三夜〜まだまだ青春〜（再放送）                          | 5:30 村津孝仁のオルケスタラジオ（再放送）                                          |
| 6  | 00 | 6:00 土曜朝6時 木梨の会。（TBSラジオ） ▽6:50 くらしのたより            | 6:00 1万年堂出版の時間                                                             |
| 6  | 15 | 6:00 土曜朝6時 木梨の会。（TBSラジオ） ▽6:50 くらしのたより            | 6:15 解決!知っ得プレミアム                                                         |
| 6  | 30 | 6:00 土曜朝6時 木梨の会。（TBSラジオ） ▽6:50 くらしのたより            | 6:30 OBSラジオ図書館（再放送）                                                     |
| 6  | 45 | 6:00 土曜朝6時 木梨の会。（TBSラジオ） ▽6:50 くらしのたより            | 6:45 おはよう!ニッポン全国消防団（ニッポン放送）                                   |
| 6  | 55 | 6:00 土曜朝6時 木梨の会。（TBSラジオ） ▽6:50 くらしのたより            | 6:55 くらしのたより                                                                |
| 7  | 00 | 7:00 心のともしび                                                      | 7:00 亀渕昭信のお宝POPS（火曜会）                                                  |
| 7  | 05 | 7:05 集え!みんなの学び場                                               | 7:00 亀渕昭信のお宝POPS（火曜会）                                                  |
| 7  | 15 | 7:05 集え!みんなの学び場                                               | 7:15 今旬!インフォメーション                                                       |
| 7  | 30 | 7:05 集え!みんなの学び場                                               | 7:30 おはようサンデー 甲斐蓉子の教えて!農業                                        |
| 7  | 35 | 7:35 ベストミュージックコレクション・ジャパン（かしわプロダクション）  | 7:30 おはようサンデー 甲斐蓉子の教えて!農業                                        |
| 7  | 45 | 7:45 小倉・IMALUの○○玉手箱                                             | 7:30 おはようサンデー 甲斐蓉子の教えて!農業                                        |
| 8  | 00 | 8:00 話題のアンテナ 日本全国8時です（TBSラジオ）                       | 8:00 ONE-J（TBSラジオ）                                                            |
| 8  | 15 | 8:15 道路交通情報                                                      | 8:00 ONE-J（TBSラジオ）                                                            |
| 8  | 20 | 8:20 週刊 なるほど!ニッポン（ニッポン放送）                            | 8:00 ONE-J（TBSラジオ）                                                            |
| 8  | 30 | 8:30 ラジオショッピング                                                | 8:00 ONE-J（TBSラジオ）                                                            |
| 8  | 40 | 8:40 ミュージックセレクション                                          | 8:00 ONE-J（TBSラジオ）                                                            |
| 8  | 45 | 8:45 マークとまほのきょうイチゴルフ（再放送）                          | 8:00 ONE-J（TBSラジオ）                                                            |
| 9  | 00 | 9:00 おはようインフォメーション                                        | 8:00 ONE-J（TBSラジオ）                                                            |
| 9  | 15 | 9:15 だいぎんサタデイコンサート                                        | 8:00 ONE-J（TBSラジオ）                                                            |
| 9  | 30 | 9:30 純烈・スーパー銭湯!!（かしわプロダクション）                      | 8:00 ONE-J（TBSラジオ）                                                            |
| 9  | 50 | 9:50 トピッカーHOT情報                                                 | 8:00 ONE-J（TBSラジオ）                                                            |
| 9  | 55 | 9:55 OBSニュース                                                       | 8:00 ONE-J（TBSラジオ）                                                            |
| 10 | 00 | 10:00 Vamos!トリニータ                                                 | 10:00 OBSおはなしワールド                                                          |
| 10 | 30 | 10:30 ピックアップラジオショッピング                                   | 10:30 小倉・IMALUの○○玉手箱                                                        |
| 10 | 45 | 10:45 今旬!インフォメーション                                          | 10:45 フィロソフィーノダンス・奥津マリリのこっそりやってまラジオ                   |
| 11 | 00 | 11:00 ゴッドアフタヌーン アッコのいいかげんに1000回（ニッポン放送）    | 11:00 三宅裕司のサンデーヒットパラダイス（ニッポン放送）                           |
| 12 | 00 | 11:00 ゴッドアフタヌーン アッコのいいかげんに1000回（ニッポン放送）    | 12:00 アナログに恋してる                                                           |
| 12 | 40 | 11:00 ゴッドアフタヌーン アッコのいいかげんに1000回（ニッポン放送）    | 12:40 元気スイッチ                                                                 |
| 12 | 55 | 11:00 ゴッドアフタヌーン アッコのいいかげんに1000回（ニッポン放送）    | 12:55 OBSニュース                                                                  |
| 13 | 00 | 13:00 土イチ de much-on!                                               | 13:00 爆笑問題の日曜サンデー（TBSラジオ）                                          |
| 14 | 00 | 13:00 土イチ de much-on!                                               | 13:00 爆笑問題の日曜サンデー（TBSラジオ）                                          |
| 15 | 00 | 15:00 健康生活インフォメーション                                       | 15:00 ムッシュえんよう レトロな喫茶店                                              |
| 15 | 15 | 15:15 ミュージックセレクション                                         | 15:00 ムッシュえんよう レトロな喫茶店                                              |
| 15 | 20 | 15:20 アニカフェでい〜の!                                              | 15:00 ムッシュえんよう レトロな喫茶店                                              |
| 15 | 30 | 15:20 アニカフェでい〜の!                                              | 15:30 八神純子 Music Town（かしわプロダクション）                                  |
| 15 | 40 | 15:40 イトーとスドーのモノ申し隊                                       | 15:40 Buy Now                                                                      |
| 15 | 55 | 15:55 OBSニュース                                                      | 15:55 OBSニュース                                                                  |
| 16 | 00 | 16:00 ラジオショッピング                                               | 16:00 BUNDAIラジオ                                                                 |
| 16 | 05 | 16:05 道路交通情報                                                     | 16:00 BUNDAIラジオ                                                                 |
| 16 | 10 | 16:10 クミコの昭和歌謡元禄                                             | 16:00 BUNDAIラジオ                                                                 |
| 16 | 30 | 16:10 クミコの昭和歌謡元禄                                             | 16:30 えとう窓口の、大分がんばる人!                                                |
| 16 | 40 | 16:40 野良レンジャー竹尾の夕方なしか!                                  | 16:30 えとう窓口の、大分がんばる人!                                                |
| 17 | 00 | 17:00 まほ・まいのほろ酔いラジオ                                       | 17:00 音楽な時間（再放送）                                                         |
| 17 | 30 | 17:30 納得健康15分                                                     | 17:30 週刊ラジオマガジン いつも、something new! classic                            |
| 17 | 45 | 17:45 ウィークエンドネットワーク（TBSラジオ）                          | 17:30 週刊ラジオマガジン いつも、something new! classic                            |
| 17 | 50 | 17:50 道路交通情報                                                     | 17:30 週刊ラジオマガジン いつも、something new! classic                            |
| 17 | 55 | 17:55 OBSニュース                                                      | 17:30 週刊ラジオマガジン いつも、something new! classic                            |
| 18 | 00 | 18:00 録音風物誌（火曜会）                                             | 17:30 週刊ラジオマガジン いつも、something new! classic                            |
| 18 | 10 | 18:10 廣道純のNever Give Up!!                                          | 17:30 週刊ラジオマガジン いつも、something new! classic                            |
| 18 | 25 | 18:10 廣道純のNever Give Up!!                                          | 18:25 OBSニュース                                                                  |
| 18 | 30 | 18:30 ANA-BAR sunset                                                   | 18:30 50/50 Hearty Party!!                                                         |
| 19 | 00 | 19:00 ダイアンのTOKYOSTYLE（TBSラジオ）                                | 19:00 フォーク十三夜〜まだまだ青春〜                                               |
| 19 | 30 | 19:30 かまいたちのヘイ!タクシー!（TBSラジオ）                          | 19:00 フォーク十三夜〜まだまだ青春〜                                               |
| 20 | 00 | 20:00 音楽な時間                                                       | 20:00 Remarkable                                                                   |
| 20 | 30 | 20:30 きしたかののブタピエロ（TBSラジオ）                              | 20:30 オギデン（雄城台伝説製作委員会）                                             |
| 21 | 00 | 21:00 オドリバラジオ                                                   | 21:00 問わず語りの神田伯山（TBSラジオ）                                            |
| 21 | 30 | 21:30 夜のイチスタ☆                                                    | 21:30 樋口了一の｢風一途｣                                                           |
| 22 | 00 | 22:00 福山雅治と荘口彰久の「地底人ラジオ」（渋谷のラジオ）             | 22:00 お仕事マル秘ストーリー                                                       |
| 22 | 15 | 22:00 福山雅治と荘口彰久の「地底人ラジオ」（渋谷のラジオ）             | 22:15 ともぽんのおなかぽんぽん                                                     |
| 22 | 30 | 22:00 福山雅治と荘口彰久の「地底人ラジオ」（渋谷のラジオ）             | 22:30 集え!みんなの学び場（再放送）                                                |
| 23 | 00 | 22:00 福山雅治と荘口彰久の「地底人ラジオ」（渋谷のラジオ）             | 23:00 アニマジン                                                                   |
| 23 | 15 | 22:00 福山雅治と荘口彰久の「地底人ラジオ」（渋谷のラジオ）             | 23:15 せきぐちあいみのVirtual Radio                                                |
| 23 | 30 | 23:30 SixTONESのオールナイトニッポンサタデースペシャル（ニッポン放送） | 23:30 HKT48 ラジオ聴かナイト!（九州朝日放送）                                      |
| 0  | 00 | 23:30 SixTONESのオールナイトニッポンサタデースペシャル（ニッポン放送） | 0:00 アニマジン presents アニソンStayTuned!!                                       |
| 0  | 30 | 23:30 SixTONESのオールナイトニッポンサタデースペシャル（ニッポン放送） | （0:30 - 4:00 放送休止）                                                           |
| 1  | 00 | 1:00 オードリーのオールナイトニッポン（ニッポン放送）                  | （0:30 - 4:00 放送休止）                                                           |
| 2  | 00 | 1:00 オードリーのオールナイトニッポン（ニッポン放送）                  | （0:30 - 4:00 放送休止）                                                           |
| 3  | 00 | 3:00 オールナイトニッポン0(ZERO)（ニッポン放送）                       | （0:30 - 4:00 放送休止）                                                           |
| 4  | 00 | （最終週）ヤーレンズのオールナイトニッポン0(ZERO)                      | 4:00 明日への扉〜いのちのラジオ〜 ～未来へ向かって～栄光のレジェンド（ラジオ関西） |

#### 随時放送
- OBSニュース
- 道路交通情報
- 天気情報
  - 各ワイド番組内で放送。
- 懐かしの昭和歌謡セレクション
  - 日曜付の放送終了後（通常は無変調かテストトーン）の事実上フィラー用で、台風や大雨、大雪、地震などで終夜放送の必要がある場合に放送。この場合タイムフリーは3時を分岐点として2パートに分ける。

#### 特別番組・期間限定番組
- OBSゴールデンナイター
- 箱根駅伝実況中継（文化放送より毎年1月2日・3日にネット）
- 天皇盃 全国男子駅伝実況中継（中国放送より毎年1月第3日曜 12:15にネット）
- 輝く!日本レコード大賞（TBSラジオ制作 毎年12月30日、テレビ〔OBSテレビ含むJNN系列地上波全国28局ネット〕とラジオ〔OBSラジオ含むJRN系列ネット〕で同時生放送）
- 別府大分毎日マラソン実況中継（RKB毎日放送と共同制作）
- 第1回火曜会ラジオスピリッツ2019最優秀賞（番組名不明）[17]

### 過去に放送した番組

#### 自社制作番組
平日午前
- おおいたモーニングエコー
- 西村敏雄の情報スタジオ→情報スタジオ朝一番
- おはようラジオ（? - 2007年9月）
- 朝感ラジオ（月曜 - 金曜 6:55 - 9:55、2007年10月1日 - 2014年9月26日）
- スタート!（2014年9月29日 - 2020年3月27日）
- イチスタ☆（2014年9月29日 - 2020年3月27日）
- 花のペーブメント（別府阿南時計店、お好み亭、光圀ばんぶー等、別府駅前通商店会提供）
- 弥生町アワー（弥生町銀天街各社提供）

平日昼
- 歌の花かご→ハートフル歌謡ジョッキー
- ちょるちょるワイド（? - 2007年9月）
- リフレッシュ@（月曜 - 金曜 11:00 - 13:00、2007年10月1日 - 2014年9月26日）

平日午後
- ワンツウ3時
- ラジオは2時いろ
- ふれ愛200→井戸端ランド午後1番
- ごごらくワイド（月曜 - 金曜 14:00 - 16:40、2007年10月1日 - 2014年9月26日）
- BINGO（2014年9月29日 - 2020年3月27日）
- とりまラジオ（2016年9月26日 - 2022年9月22日）

平日夜
- 君のハートにナイトイン（1989年10月10日 - 2001年3月30日）
- るんるん8時だ!歌謡大作戦（1982年10月 - 1985年3月、ナイターオフ期の月 - 金の帯）

金曜日
- ときめきキラめき金曜日

土曜日
- 土曜の朝はbeフレッシュ
- ナウナウナウ大行進
- OH! BIG SATURDAY（土曜 13:00 - 15:55）
- Dr.マーサーとカレイなる仲間たち（土曜 17:00 - 17:30）
- HAMARooooN!!ステーション（土曜 19:00 - 21:00）
- 県民トリム体操（14:55 - ）
- 夕方なしか

日曜日
- 目指せトータル100万フォロワー!4KアイドルRADIO（日曜 21:30 - 22:00、? - 2021年3月28日）
- 財前真由美のCheers! on Sunday（日曜 22:00 - 22:30、? - 2021年3月28日）
- あなたに歌を（日曜 15:00 - 15:55　番組テーマ曲はBurt Bacharachの「Home James, Don't Spare The Horses」OBSワンマンコントロールスタジオから放送）
- クラシックサロン（DJ 梅木兜士彌）日曜日最後の番組。
- さわやかジャーナル
- 速報OBS歌謡ベスト30[18]→速報OBS歌謡トップ30
- おしゃべりパビリオン
- 三重野勝己の昼いちパラダイス→昼いちパラダイス
- モーニングナビゲーション
- MONDAYテレフォンリクエスト（1989年4月 - 2006年3月）
- ふるさとキャラバン58
- アニメマインド（1984年4月15日 - 2001年3月31日）
- うまか情報局→うまか学園
- ビタミンラジオ夜はおまかせ
- コンビニエンスパーク
- 大分ぷるるん倶楽部（? - 2008年3月）
- サタデーリクエスト（? - 2008年3月）
- SUNSUNサンデー（? - 2008年3月）
- まんでいジュークボックス（月曜 19:10 - 21:50、2006年4月 - 2014年9月）
- 小村美記のひるどき!WAKU☆DOKI!（土曜 11:00 - 13:00、2015年1月10日 - 2016年3月26日）
- 唐木恵美のらら♪Sat@music（土曜 11:00 - 13:00、2016年4月2日 - 2017年9月30日）
- notes of music（22:00 - 22:30 2017年9月終了）
- もっとあなたと! COLORFUL PALETTE（土曜・日曜 15:00 - 15:55、2008年4月26日 - 2018年3月31日）
- みんなのラジオ。（月曜 19:30 - 22:00、2012年10月2日 - 2016年9月19日）
- 温故知新〜風のえん（金曜 18:25 - 18:30、? - 2020年3月27日）
- 唯衣麻衣の#タイムライン（月曜 19:00 - 19:30、? - 2020年3月）
- たんねるけん!（隔週土曜 10:40 - 10:55、【再】日曜 5:30 - 5:45、? - 2020年3月28日）
- 音泉アプリ〜おおいたんミュージック♪〜（日曜 15:00 - 15:55）
- FANTASTIC DREAMIN' Dr.マーサーコレクション（日曜 21:00 - 22:00）
- 時空間旅行〜いつか同じ星空の下で（2017年4月4日 - 2018年3月26日）
- 新 今晩マンゴー!Z（金曜 18:30 - 18:45、2020年10月 - 2021年3月27日）
- 9ヂカラちゃんとしナイト☆（火曜 - 木曜 21:00 - 22:00・金曜 21:30 - 22:00、2020年10月 - 2021年3月27日）
- キャンピングRadio（金曜 21:00 - 21:30、2020年10月 - 2021年3月27日）
- グリーンアワー～あなたと一緒にガーデニング～（土曜 9:30 - 9:50、? - 2021年3月27日）
- 吉田諭司のスポラジ（土曜 10:00 - 10:30、? - 2021年3月27日）
- Dr.マーサーのおんがく散歩♪（土曜 13:00 - 15:20、? - 2021年3月27日）
- 音楽な時間
- 10000 Buzz Machine
- しずちゃんとマークパンサーのGLOBISM
- ヲたラジ

## テレビ

### テレビネットワークの移り変わり
- 1959年（昭和34年）10月1日 テレビ放送開始。ニュースネットワークJNNに加盟しラジオ東京テレビ→TBSテレビ主体編成のフリーネットと定めた。（+日本テレビ・フジテレビ・日本教育テレビ）
- 1967年（昭和42年）6月 民間放送教育協会に加盟。
- 1970年（昭和45年）4月1日 テレビ大分の開局により日本テレビ・フジテレビ・NETテレビの番組が同局との共有となる（ただし、JNN協定のため、テレビ大分が左記の3系列にクロスネット局加盟し、大分放送はテレビ大分の編成であぶれた番組を中心とした番組販売の扱いであるが、視聴者保護の観点から、ワイドショーやプロ野球・プロレスなどのスポーツ中継などは同時放送とした）。
- 1975年（昭和50年）3月31日 JNNの準キー局が腸捻転解消により朝日放送から毎日放送に変更。テレビ大分と番組交換。ただし、朝日放送の番組についてはプロポーズ大作戦（火曜夜10時）など、一部が残った。
- 1993年（平成5年）10月1日 大分朝日放送開局により民教協制作分を除いたテレビ朝日の番組が姿を消す。日本テレビ・フジテレビの一部番組がテレビ大分へ移行。現在はTBS系列局である一方、テレビ大分は現在も日本テレビ系列・フジテレビ系列のクロスネット局のため、テレビ大分では放送されない一部番組（テレビ東京系列分も含む）を番組販売で放送している（読売テレビ制作の『そこまで言って委員会NP』のみ同時ネットで放送）。

### 主なテレビ送信所・中継局

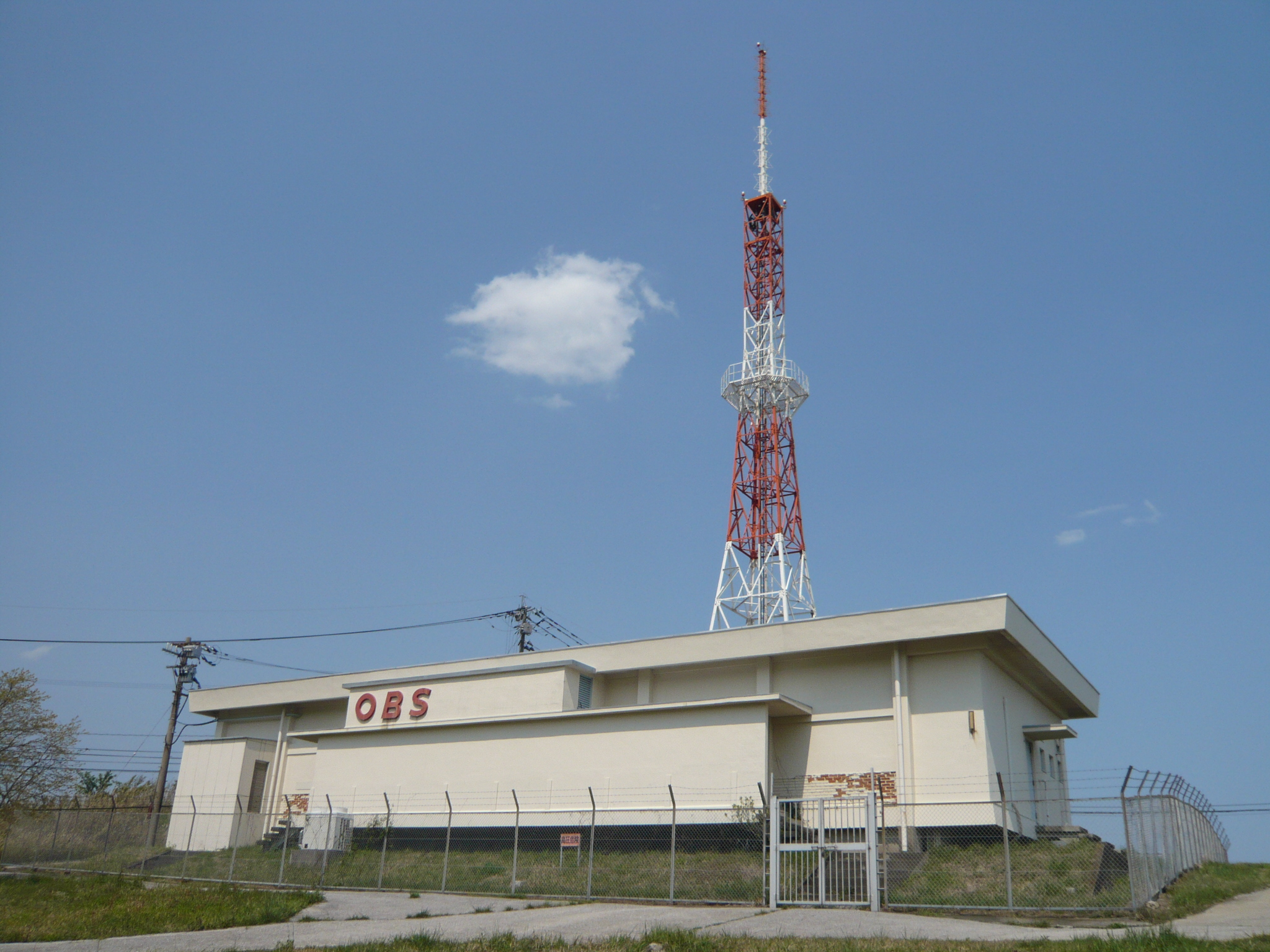
十文字原のアナログ局舎

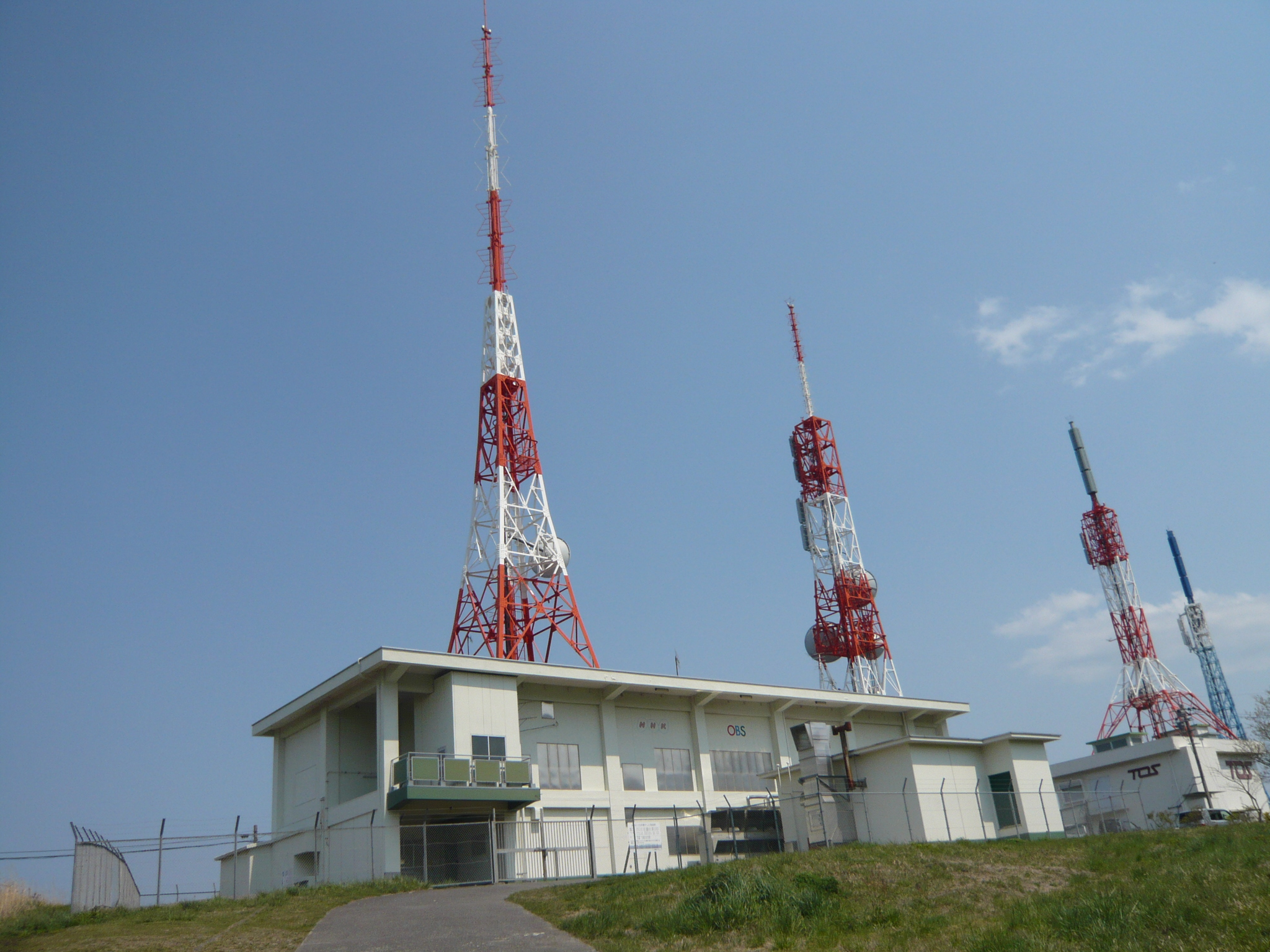
デジタル放送の設備はNHK局舎に間借りしている

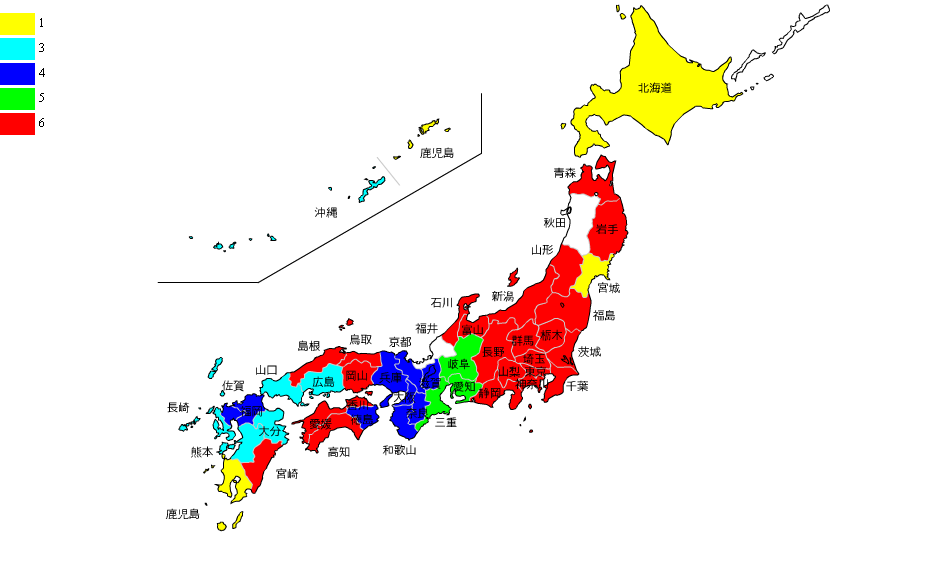
JNN系列のリモコンキーID地図

地上デジタルテレビジョン放送開始後のリモコンキーIDは「3」である。大分県のリモコンキーIDは開局順に割り当てられたため、民放1局目の本局が「3」となった。TBS系列では、中国放送（広島）・テレビ山口・長崎放送・熊本放送・琉球放送（沖縄）も「3」が使用される。
JNN系列のリモコンキーIDは通常、TBSテレビ（東京）・IBC岩手放送・北陸放送（金沢）のアナログ親局と同じ「6」
 だが、九州・沖縄地方で「6」は宮崎放送でしか使用されず、まして大分放送と長崎放送（および中国放送）は「6」だと各局のアナログ親局より大きい数字になっていた。ただし、大分放送の大分本局の物理22chはTBSテレビの東京本局と同一チャンネルである。
中部
ここに掲載されていない、大分市内の中継局については「大分市内テレビ中継局」を参照。
- 大分放送局 22ch JOGF-DTV 1 kW（別府市 十文字原）
- 野津原中継局 22ch 3W（大分市 障子岳、垂直偏波）
- 大分東中継局 22ch 1W（大分市 横江山、垂直偏波）2009年12月25日開局
- 佐賀関中継局 40ch 0.3W（大分市佐賀関 遠見山)
- 竹中中継局 39ch 0.1W（大分市 源城山）
- 庄内中継局 37ch 1W（由布市 冠山）
- 湯布院 29ch 0.3W（由布市 飛岳）
- 津久見中継局 40ch 1W（臼杵市 鉾土山）
- 津久見南 46ch 0.3W（津久見市 福山）
- 臼杵中継局 22ch 0.3W（臼杵市 水ヶ城山）

北部
- 中津中継局 22ch 40W（中津市 八面山）
- 本耶馬溪中継局 46ch 1W（中津市 木ノ子岳・垂直偏波）
- 山国中継局 28ch 1W（中津市 宇治山）
- 国東中継局 22ch 10W（国東市 小門山）
- 安心院中継局 28ch 1W（宇佐市 竜王山）
- 西屋敷中継局 28ch 0.3W（宇佐市 無名山、垂直偏波）
- 安岐中央中継局 28ch 0.3W（国東市、垂直偏波）
- 朝来中継局 28ch 0.3W（国東市）

西部
- 玖珠中継局 22ch 10W（九重町 崩平山）
- 西玖珠中継局 28ch 1W（玖珠町 伐株山）
- 九重中継局 13ch 0.3W（九重町）
- 日田中継局 16ch 3W（日田市 一尺八寸山）
- 西日田中継局 13ch 1W（日田市 高井岳）

南部
- 三重中継局 29ch 10W（佐伯市 佩楯山）
- 緒方中継局 46ch 1W（豊後大野市 滞迫山）
- 千歳中継局 22ch 0.3W（豊後大野市 白鹿山）
- 犬飼中継局 13ch 0.05W(豊後大野市 犬飼支所横）
- 佐伯中継局 22ch 10W（佐伯市 波越山）

テレビ放送の受信可能なエリアは、大分県のほぼ全域、福岡県京築南部（豊前市・築上郡）、愛媛県豊後水道沿岸部の一部や松山市、山口県周防灘沿岸部の一部。
アナログ放送
2011年7月24日停波時点
- 大分放送局 5ch JOGF-TV 3 kW（別府市 十文字原）
- 中津中継局 51ch 100W（中津市 八面山）
- 国東中継局 50ch 100W（国東市 小門山）
- 玖珠中継局 56ch 100W（九重町 崩平山）
- 三重中継局 61ch 100W（佐伯市 佩楯山）
- 日田中継局 8ch 16W（日田市 一尺八寸山）（垂直偏波）
- 佐伯中継局 9ch 30W（佐伯市 波越山）
- 竹田中継局 11ch 3W（豊後大野市 三宅山）

### 現在放送中の番組
2025年6月現在。

#### 自社制作番組
- OBSニュース（随時放送）
- まるんちゃん♪チェック（随時放送）
- おはようナイスキャッチ（月曜 - 金曜 9:55 - 10:20）
- OBSイブニングプラス（月曜 - 金曜 18:15 - 18:55）
- オオイタコレクション（月曜 18:55 - 19:00）
- いいやん!大分（水曜 18:55 - 19:00）
- 旬感!3ch（水曜 19:00 - 19:54・【再放送】日曜 1:28 - 2:28（土曜深夜））
- かぼすタイム（土曜 9:25 - 11:15）
- KICK OFF! OITA（土曜 11:15 - 11:30）
- OBS得なび!（日曜 16:55 - 17:00）
- 別府大分毎日マラソン（毎年2月第1日曜 11:45 - 14:24、RKB毎日放送と共同制作）
- 大分国際車いすマラソン（毎年10月又は11月の第1日曜 9:55 - 11:30、BS-TBSで同時中継、TBSテレビと共同制作、ラジオ同時生放送）

#### TBS系遅れネット番組
制作局の表記のない番組はTBSテレビ制作。
- 地名しりとり 旅人ながつの挑戦（月曜 10:50 - 11:20、CBCテレビ制作）
- よるのブランチ（火曜 23:56 - 翌0:55）
- 有吉ジャポンII ジロジロ有吉（木曜 0:55 - 1:25（水曜深夜））
- 有田哲平とコスられない街（木曜 10:50 - 11:20）
- かまいたちの知らんけど（金曜 0:56 - 1:56（木曜深夜）、毎日放送制作）
- ひらめけ!うんぴょこちゃんねる（日曜 0:28 - 0:58（土曜深夜））
- ランファンQUEST（日曜 0:58 - 1:28（土曜深夜））
- 週刊さんまとマツコ（日曜 13:00 - 13:30）[注 9]
- JNN九州・沖縄ドキュメント ムーブ（月曜 1:20 - 1:50（日曜深夜）、e-JNN加盟局制作）
- 東大王（不定期放送）

#### 他系列番組
日本テレビ系列
制作局の表記のない番組は日本テレビ制作。
同時ネット
- そこまで言って委員会NP（日曜 13:30 - 15:00、読売テレビ制作）

遅れネット
- ニノさん（水曜 23:56 - 翌0:55）
- 東野・岡村の旅猿（金曜 10:50 - 11:20）
- 秘密のケンミンSHOW 極（土曜 12:00 - 13:00、読売テレビ制作）[注 10]
- ダウンタウンDX（土曜 13:00 - 14:00、読売テレビ制作）
- スクール革命!（土曜 16:00 - 17:00）

テレビ東京系列
制作局の表記のない番組はテレビ東京制作。
- 家、ついて行ってイイですか?（月曜 23:56 - 翌0:55）
- あのちゃんの電電電波♪（火曜 0:55 - 1:25（月曜深夜））
- 昼めし旅 〜あなたのご飯見せてください!〜（土曜 17:00 - 17:30）
- 所さんの学校では教えてくれないそこんトコロ!（日曜 10:30 - 11:30）
- YOUは何しに日本へ?（不定期放送）
- タクシー運転手さん一番うまい店に連れてって!（不定期放送）

その他
- 内村さまぁ〜ず（水曜 0:55 - 1:25（火曜深夜））
- 諭吉の食卓（日曜 5:45 - 6:15、BSJapanext制作）
- 日本のチカラ（日曜 6:15 - 6:45、民教協番組）
- いろはに千鳥（月曜 0:50 - 1:20（日曜深夜）、テレ玉制作）
- バツウケテイナーR（月曜 1:20 - 1:50（日曜深夜）、サンテレビ制作）[注 11]

その他
- Jリーグ中継（スカパー!用）

2014年度より、日本プロサッカーリーグとその関連団体Jリーグメディアプロモーションからの委託で、大分トリニータ主管試合をスカチャン!、スカイ・エーなどに向けて制作。OBS地上波での県内向け放送はごくまれである。

### 過去に放送した番組

#### 自社制作番組
- OBSニュース6→OBSニュース・Todayおおいた→OBSニュースライン→総力報道!OBS THE NEWS→OBSイブニングニュース
  - いずれも平日夕方のローカルニュース番組。OBSニュースラインのみスポットニュースとしても放送。
- サンデーおおいた→サンデーEYE→おおいたYOUYOUひろば
- ワイドサタデー（朝日放送（ABC）制作・ネット局は共同制作の形式をとる。詳しくはテレビ朝日系列の項目中に記述）
- シンデレラナイト・夜はこれから
- こんにちはおおいた
- さわやかワイド930
- 県民トリム体操
- ニュース&インフォメーションおおいた230
- パッチワーク30
- バラパラ生5
- 出逢い・ふれあい
- ウィークエンド10
- たかP
- 新おおいた美女図鑑
- てれび不夜城
- てれびO
- Chocoっと
- フレッシュおおいた
  - 大分市広報番組。本局とテレビ大分の持ち回りで制作されていた。
- おおいたデジタル紀行
- ぱん★どら
- Turning Point

#### ネット番組

##### TBS系ローカルセールス
- よしもと新喜劇（毎日放送制作）
- 痛快!明石家電視台（毎日放送制作）
- たべごころ（RKB毎日放送制作）
- 賞金奪い合いネタバトル ソウドリ〜SOUDORI〜
- YUBIWAZA（毎日放送制作）
- アインシュタインの愛シタイン（毎日放送制作）

##### 日本テレビ系列
- SUKI!
- 禁断!イモリ帝国
- プレイヤーズ
- ブラックワイドショー
- あなたのワイドショー → ミセス&ミセス → ルックルックこんにちは
- 三枝の爆笑夫婦
- 今日もワクワク
- SAKAIです〜デザートーク〜
- メンタルヌード→マルバレ!
- グッピー!!
- Gの嵐!
- ウッチャン・ナンチャン with SHA.LA.LA.
- ダウンタウンのガキの使いやあらへんで!!（TOSに移行）
- 進め!電波少年
- 踊って歌って大合戦
- どっちの料理ショー→新どっちの料理ショー→ニッポン旅×旅ショー（読売テレビ制作）
- いつみても波瀾万丈（TOSより移行・2007年3月打ち切り後、TOSへ再移行）
- DEATH NOTE（本放送終了後に放映。テレビドラマ版はTOSで放送）
- おネエ★MANS
- 誰も知らない泣ける歌
- 日本医師会提供番組
  - 健康増進時代→Oh!診→からだ元気科（7カ月のみ放送。1997年10月にTOSへ移行）
- 全日本歌謡選手権（火曜 19:30から放送、1975年10月に日テレ系での枠移行によりTOSへ移行）
- 土曜グランド劇場（3日遅れ。火曜 22:00から放送、1980年代中期にTOSへ移行）
- 日産スター劇場
- レ・ガールズ
- 黄金バット→巨人の星
- 音楽戦士 MUSIC FIGHTER
- ミラクル☆ガールズ
- ハッピーMusic
- ミューズの鏡
- タイガーマスク
- アッコのおかしな仲間
- 遠くへ行きたい
- たのしい園芸
- 小さなスーパーマン ガンバロン
- AKBINGO!（『HKTBINGO!』はTOSで放送）
- マヨなか笑人（読売テレビ制作）
- バズリズム
- 超問クイズ! 真実か?ウソか?（パイロット版第2弾はTOSで放送）
- それいけ!アンパンマン（TOSへ移行）

ほか多数

##### フジテレビ系列
- カバトット （17:45 - 17:50）
- ライオン奥様劇場
- 森田一義アワー 笑っていいとも!（1993年10月1日からTOSへ移行）
- ライオンのいただきます
- ドラゴンリーグ
- ウゴウゴルーガ
- 週刊スタミナ天国
- 唄子・啓助のおもろい夫婦
- タイムボカンシリーズ（読売テレビ制作「ヤッターマン（第2作）」、「タイムボカン24」、「タイムボカン 逆襲の三悪人」はTOSで放送）
  - タイムボカン→ヤッターマン（第1作）→ゼンダマン→タイムパトロール隊オタスケマン→ヤットデタマン→逆転イッパツマン→イタダキマン
- 買物王（本来深夜番組であったが、当局では日曜17時から放送。スペシャル版はTOSで放送）
- 日曜18時台前半アニメ枠
  - ハクション大魔王（2020年のリメイク版はTOSで放送）→いなかっぺ大将→科学忍者隊ガッチャマン→てんとう虫の歌→ポールのミラクル大作戦→一発貫太くん→科学忍者隊ガッチャマンII→科学忍者隊ガッチャマンF→とんでも戦士ムテキング→ダッシュ勝平→未来警察ウラシマン（第12話まで）
- 土曜18時台後半アニメ枠
  - タイムボカン→ヤッターマン（第1作）→ゼンダマン→タイムパトロール隊オタスケマン→ヤットデタマン→逆転イッパツマン→未来警察ウラシマン（第13話以降）→OKAWARI-BOY スターザンS
- 忘文
- ズバリ!当てましょう（木曜 19:00から放送）
- くるくるドカン〜新しい波を探して〜
- カワズ君の検索生活
- スター千一夜
- 百識王
- 釣りごろつられごろ（テレビ新広島制作、途中打ち切り）
- ハリスの旋風
- ジャングル大帝
- スパイ大作戦
- ウチくる!?（不定期放送）
- ONE PIECE（2020年9月打ち切り、番組自体は継続中）[注 12]
- 関ジャニ∞クロニクルF
- サタ☆スマ
- めちゃ×2イケてるッ!（2005年4月にTOSに移行）

ほか多数

##### テレビ朝日系列
OAB開局まで。※はOAB開局後に移行
- モーニングショー→スーパーモーニング※
- 八木治郎ショー（毎日放送制作、腸捻転解消後もTBS系番組として継続）
- スーパー戦隊シリーズ
  - 秘密戦隊ゴレンジャー→ジャッカー電撃隊→バトルフィーバーJ→電子戦隊デンジマン→太陽戦隊サンバルカン→大戦隊ゴーグルファイブ→科学戦隊ダイナマン→超電子バイオマン→電撃戦隊チェンジマン→超新星フラッシュマン→光戦隊マスクマン→超獣戦隊ライブマンは未放送→高速戦隊ターボレンジャー→地球戦隊ファイブマン→鳥人戦隊ジェットマン→恐竜戦隊ジュウレンジャー→五星戦隊ダイレンジャー※
- 鎧伝サムライトルーパー（名古屋テレビ制作）
- 勇者シリーズ（名古屋テレビ制作）
  - 勇者エクスカイザー→太陽の勇者ファイバード→伝説の勇者ダ・ガーン（途中打ち切り、最終回までは放送していない。）
- ドラえもん※（時期不詳 - 1993年10月のOAB開局まで放送された。OBS時代『ドラえもん』は毎週火曜日の夕方に放送していた。現在はOABでの同時ネット。）
- 忍者ハットリくん（アニメ版）（1983年3月にテレビ朝日系での放送時間移行に伴い、TOSに移行）
- つるピカハゲ丸くん
- 月曜19時台前半アニメ枠（途中TOSに移行）
  - 海賊王子→魔法使いサリー（第1シリーズ）→ひみつのアッコちゃん（第1シリーズ途中まで）
- ワイドサタデー（ABC制作、西日本ブロックのネット番組。腸捻転時代から）制作：ABC 制作協力：山陽放送→瀬戸内海放送・中国放送→広島ホームテレビ・四国放送・南海放送・RKB毎日放送→九州朝日放送・大分放送・宮崎放送
- 野生の王国（毎日放送制作、腸捻転解消後もTBS系番組として継続）
- 生きものばんざい（毎日放送制作、腸捻転解消後もTBS系番組として継続）
- ジャングル黒べえ（毎日放送制作、腸捻転時代、水曜 18:00 - 18:30）
- ジムボタン（毎日放送制作、腸捻転時代）
- 必殺シリーズ（ABC制作、腸捻転時代から）
- 新婚さんいらっしゃい!（ABC制作、腸捻転解消後、1975年4月TOSに移行し、1993年にOABへ移行）
- プロポーズ大作戦（ABC制作、腸捻転時代から）
- 聖闘士星矢
- 霊感ヤマカン第六感（ABC制作、腸捻転時代から。途中打ち切り。）
- 金子信雄の楽しい夕食※（ABC制作）（一時期のみ「パッチワーク30」という自社制作の30分番組のコーナーとして内包されていたこともある。）
- 独占!女の60分（途中打ち切り）
- ワールドプロレスリング※
- 名奉行 遠山の金さん※
- 暴れん坊将軍※
- 特別機動捜査隊（モノクロ版のみ。1970年4月よりTOSに移行）
- 非情のライセンス
- 五番目の刑事
- 素浪人 月影兵庫（近衛十四郎主演）
- 旅がらすくれないお仙
- 朝日新聞ニュース→朝日フラッシュニュース
- 透明ドリちゃん
- ジャンボ尾崎のチャレンジゴルフ
- 夫婦善哉（ABC制作、腸捻転解消でTOSへ移行）
- 華麗にAh!so
- 誘われて二人旅

ほか多数

##### テレビ東京系列
- アントニオ猪木の大冒険（水曜 16:55 - 17:15）
- 金曜スペシャル（金曜 23:30 -）
- 未来ロボ ダルタニアス
- 黄金戦士ゴールドライタン
- 魔法のプリンセス ミンキーモモ（第1作）
- 新世紀エヴァンゲリオン（土曜 6:00 - 6:30）
- スレイヤーズ（土曜 6:00 - 6:30）
- 少女革命ウテナ（土曜 6:00 - 6:30）
- 機動戦艦ナデシコ
- ハロー!モーニング。（半年で打ち切り。数年後OABで再開）
- あっぱれ!日本一（2001年4月開始）
- 出没!アド街ック天国（2003年4月 - 半年で打ち切り。）
- MUSIX!
- 元祖!でぶや
- クイズ赤恥青恥
- キャプテン翼
- ミエと良子のおしゃべり泥棒
- ド短期ツメコミ教育!豪腕!コーチング!!
- スキヤキ!!ロンドンブーツ大作戦（1999年10月から開始）
- ドラマシリーズ・家族
- 女と愛とミステリー（水曜ミステリー9）
- P-1ゴールドラッシュ→P-1パチとも倶楽部（テレビ大阪制作）
- イナズマイレブンGO
- レディス4（1997年9月29日から開始、2016年3月打ち切り）
- L4 YOU!
- やりすぎコージー→KOZY'S NIGHT 負け犬勝ち犬
- 田舎に泊まろう!（TOSから移行）
- ペット大行進! ど〜ぶつくん
- 腹ペコ!なでしこグルメ旅
- 世界ナゼそこに?日本人 〜知られざる波瀾万丈伝〜
- ゴッドタン
- 北島ウインクハート
- 母ちゃんに逢いたい!
- 男子ごはん（国分太一のコンプライアンス違反による芸能活動休止により、2025年6月21日で打ち切り）

ほか

##### その他
- カードファイト!! ヴァンガード（2018年版）（第26話で打ち切り、他のシリーズは県内未放送）
- 鬼滅の刃（第1期）（特別編集版及び劇場版、第2期はTOSで放送）
- 東京号泣教室 〜ROAD TO 2020〜
- D4DJ First Mix（TOKYO MX制作）
- BanG Dream! 3rd Season（TOKYO MX制作）
- ザ・カセットテープ・ミュージック
- 逃げ上手の若君

##### TOSにネット移行した番組
TOSへとネット移行した日本テレビ・フジテレビ系列の番組
※は、現在も放送中
日本テレビ系列
- 日立ドキュメンタリー すばらしい世界旅行
- 全日本歌謡選手権（月曜と日曜時代。末期の土曜時代はTOSで同時ネット。）
- 土曜グランド劇場
- それいけ!アンパンマン※
- 健康増進時代→Oh!診→からだ元気科（日本医師会提供、からだ元気科は最初の半年間のみ、その後はTOSに移行。）
- どちら様も!!笑ってヨロシク
- シティーハンター（『シティーハンター3』以降から）
- ダウンタウンのガキの使いやあらへんで!!※
- 全国高等学校サッカー選手権大会（1999年度の第78回大会よりTOSに移行[19]）※
- 進め!電波少年（3ヶ月のみ放送。数年後、TOSに移行。） ほか

フジテレビ系列
- 世界名作劇場
- 森田一義アワー 笑っていいとも!（1984年5月から1993年9月まで。OBS時代は数時間遅れで放送[注 13]。）
- 奇跡体験!アンビリバボー※（1998年9月まで放送。1998年10月にフジテレビ系での放送時間移行に伴い、TOSに移行。）
- ライオンのごきげんよう
- トリビアの泉 〜素晴らしきムダ知識〜
- めちゃ×2イケてるッ! ほか

##### 単発扱いで放送したことがある番組
- クイズ!日本語王
- 所さん&おすぎの偉大なるトホホ人物伝
- 怒りオヤジ3
- 遠くへ行きたい（TOSでも放送）
- たけしのコマネチ大学数学科
- テレビ東京・読売テレビ制作の特番など

## 役員・社員
現在
過去
- 滝本利一郎 - 元編成部長。作曲家として活動し、代表作に「大分県民体育の歌」や「高田ヤンソ」がある。
- 本田維憲 - 秘書部長、東京支社次長、業務部長、総務部長などを歴任。1996年10月から2004年7月まで日出町長（2期）。

## アナウンサー
大分放送はアナウンサーを専門職採用しないため、一般の社員と同様に人事異動の対象となり、アナウンサーが他部署に異動したり逆に元アナウンサーが他部署からアナウンサーに復帰したりする場合がある。

### 在職中

#### 男性
- 1997年 三重野勝己（アナウンス部長）
- 1998年 吉田諭司（テレビ制作部兼務）
- 1999年 村津孝仁（アナウンス部次長）
- 2006年 小田崇之
- 2014年 賎川寛人
- 2019年 渡邉敬大
- 2025年 副島光翼

#### 女性
- 2003年 井口尚子
- 2012年 飯倉寛子
- 2018年 平山沙絵
- 2020年 甲斐蓉子（元・宮崎放送）、中島三奈（元・NHK北九州放送局契約キャスター）
- 2021年 河野真歩（元・高知放送）

### 元アナウンサー（退職・部署異動）
〇は元アナウンス部長。●は故人。

#### 男性
- 1968年
  - 高島晋一郎[20] （異動後に社長室長を歴任。長男は福岡市長で元・九州朝日放送アナウンサーの高島宗一郎）
  - 千綾奉文[21]
- 1970年
  - 西村敏雄〇●（報道局への異動後に死去）
- 1974年
  - 中野公児●[20]
- 1981年
  - 泉禎之
- 1983年
  - 松井督治（ - 2009年、2020年に定年退職。フリーアナウンサーを経て2023年から大分県国東市長に就任）
- 1986年
  - 平野賢
- 1989年
  - 工藤洋史（現在は報道部の記者、一時は『OBSニュースライン』のメインキャスターを担当）
- 1999年
  - 佐藤康太（ - 2015年、現在はディレクター）
- 2006年 
  - 石川正史（ - 2017年3月、山口放送から移籍。2017年4月 - 2018年3月にはテレビ制作部に所属していた。退社後の2023年12月から大分県津久見市長に就任）
- 梅木兜士彌
- 井元誠司郎
- 北里邦寿
- 木村道義
- 黒田隆司
- 鹿島信治（現：レーサー鹿島）

#### 女性
- 1973年
  - 植木伴子
  - 野中民美代（ - 1977年、フリーアナウンサー、ナレーター、司会者、朗読者、声優）
- 1978年
  - 笠置真美[21]
- 1983年
  - 浮木智子（ - 1996年）
- 1984年 
  - 海原みどり〇（ - 2021年、定年退職）
- 1988年
  - 工藤由美[22]（ - 2012年、退社後フリーを経て会社経営）
- 1992年
  - 工藤真由美[21]
- 1995年
  - 首藤真由美[21]
- 1997年
  - 斉藤志年[21]
- 1999年
  - 伊東真理（ - 2008年）
- 2002年
  - 小野亜希子（ - 2009年）
- 2005年 
  - 米浜由圭
  - 後藤なぎさ（ - 2015年）
  - 小野裕子（ - 2016年）
- 2009年 
  - 舘原美幸（ - 2013年）
  - 久長美奈子（ - 2016年、ncc長崎文化放送（テレビ朝日系列）アナウンサーを経てフリーアナウンサーへ転身）
  - 安元佳奈（ - 2018年）
- 2013年
  - 松永友美（ - 2016年）
  - 小村美記（ - 2017年9月、現在はNHK千葉放送局契約キャスター）
- 2014年
  - 平川侑季（ - 2018年、2019年3月まで福岡放送報道専従契約アナウンサー）
- 2016年
  - 冨松明菜（ - 2019年9月）
- 2017年 
  - 山崎唯衣（ - 2020年、2022年まで地元局の熊本朝日放送アナウンサー）
- 2018年
  - 大浜扶美野（ - 2019年、元・NHK沖縄放送局。現在はNHK名古屋放送局契約キャスター）
- 安達まみ
- 木川俔子
- 佐々木真美
- 原きよ
- 藤川和子

## キャッチフレーズ
- 「明るい話題 楽しい暮らし 電波で結ぶOBS」（1970年代後半）
- 「大分の目です耳ですOBS」「大分の心を繋ぐOBS」（1980年代）
- 「未来に直感!OBS」（1989年（昭和64年/平成元年）、2代目ロゴ以降）
- 「大分の力こぶ!!」（OAB開局前後）
- 「好きです大分県」（1993年（平成5年）頃 - 2010年（平成22年））
- 「見ればはまるん」（2010年（平成22年） - 、テレビ）
- 「聴けばはまるん」（2010年（平成22年） - 、ラジオ）

正式なキャッチフレーズではなかったが、デジタル放送開始直後に「まるっと」というフレーズを多く使用していた時期があった。

## 関連会社
- 株式会社OBSメディア21[23][24]
- 株式会社OBSボウル[23][25]
- 株式会社OBSメディアワーク[23]

## 放送事故
1984年1月8日、「OBSハイライト」の放送の際、タイトル出現後、突然映像が乱れジングルがスローになり、とても低い声で「6チャンネルです。TBS」と音声が流れ画面が暗転した。この時も「新番組、日曜ファミリードラマ」と低い声が流れ、直後しばらくお待ちくださいの画面になった。1分ほど続いた後、OBSハイライトは何も流れずに終了した。

## 備考
- ディレクターの一人に内川聖一の弟、内川洋平がいる。妻は前述のアナウンサーの後藤なぎさ。兄とは2024年12月18日放送の『局対抗！九州沖縄 食べにいき大賞 わざわざ編』のロケで共演した。